# Covid19-pandémia
A Covid19-világjárvány a SARS-CoV-2 vírus okozta, Covid19 elnevezésű betegséggel fertőző pandémia volt. Az első eseteket 2019 decemberében fedezték fel a kínai Vuhan városában. A járványt 2020. március 11-én az Egészségügyi Világszervezet (WHO) világjárvánnyá nyilvánította. 2021-ben a vírus mutálódása miatt több variánsa is megjelent és elterjedt számos országban. Ezek közül a legfertőzőbbek az alfa, a béta, a delta és az omikron variánsok. 2024 augusztusáig több mint 770 millióan fertőződtek meg a vírussal, és a hivatalos számok szerint 7,1 millió ember halt bele.
A betegség tünetmentes is lehet, de végkimenetele akár halálos is. A leggyakoribb tünetei a láz, torokfájás, köhögés és fáradtság. A vírus leginkább belégzés útján terjed, részecskéken keresztül. A kifejlesztett vakcinákat a nyilvánosságnak 2020 decemberében kezdték el kiosztani, kormányok által vezetett programokkal. 2023 márciusáig összesen közel 13,2 milliárd adag oltást adtak be, a világ népességének 72,3%-a kapott legalább egy vakcinát. A vírus terjedésének megelőzése céljával bevezettek utazási korlátozásokat, elzárásokat, üzletek bezárását, a maszkviselés kötelezését, karanténokat, tesztelést és kontaktkövetést.
A pandémiának világszerte nagy gazdasági és társadalmi hatása volt, a nagy gazdasági világválság óta a legnagyobb gazdasági válságot okozta. Világszerte nagy volt a kínálathiány, ami sok esetben ételhiányhoz vezetett, amit az ellátási lánccal kapcsolatos problémák és pánikvásárlás okozott. A szennyezés szintje sokat csökkent a pandémia idején, az emberi tevékenységek szintjének csökkenése következtében. Oktatási intézményeket és közösségi területeket sok esetben bezártak, 2020-ban és 2021-ben is elhalasztottak vagy lemondtak sok eseményt. A hónapok során egyre inkább elterjedt az otthonról való dolgozás. A hamis információ terjedése szintén gyakori volt közösségi média platformokon, és a politikai feszültség is emelkedett sok helyen.

## A járvány

### A járvány kitörése

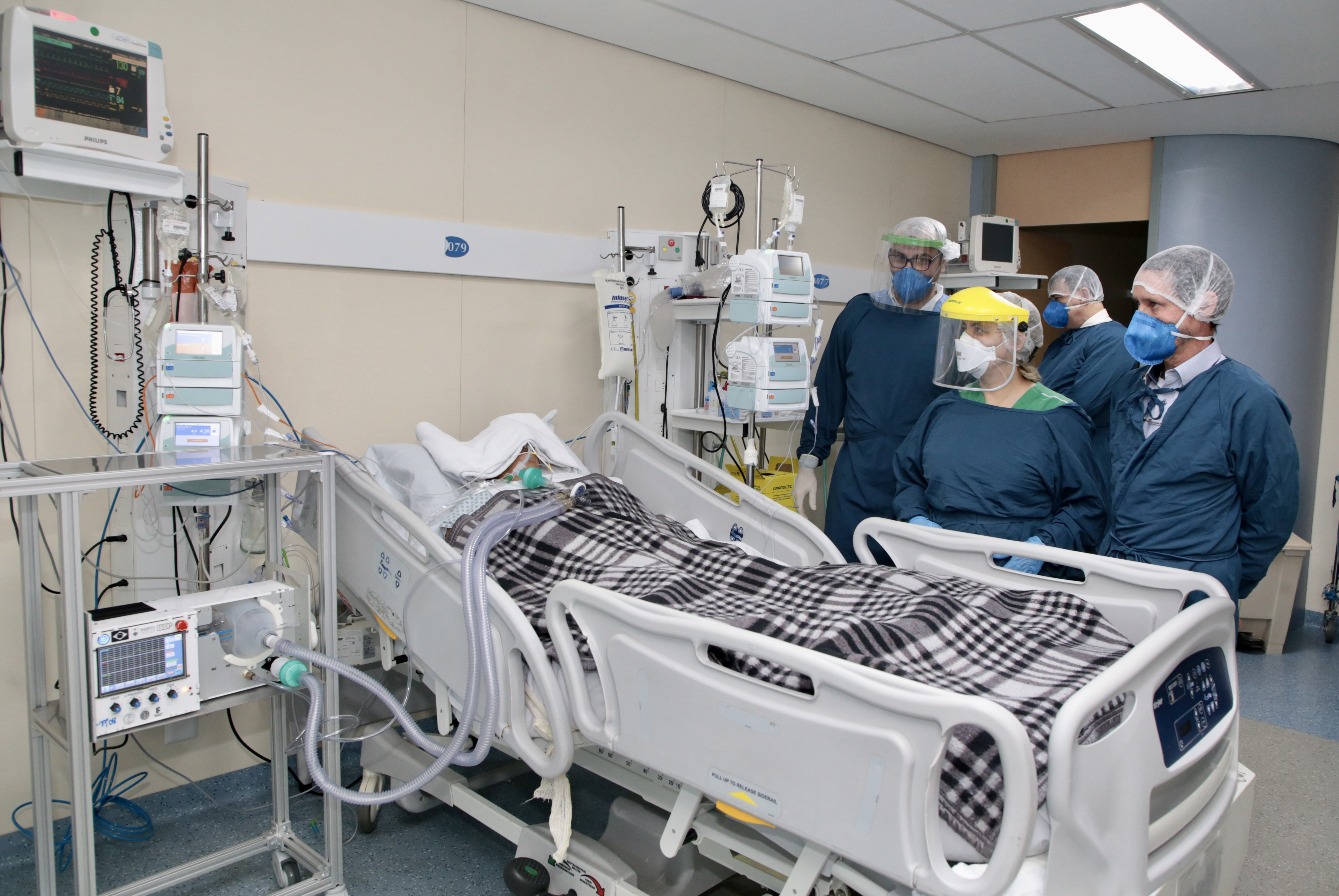
Koronavírusos beteg lélegeztetőgépen, São Paulo

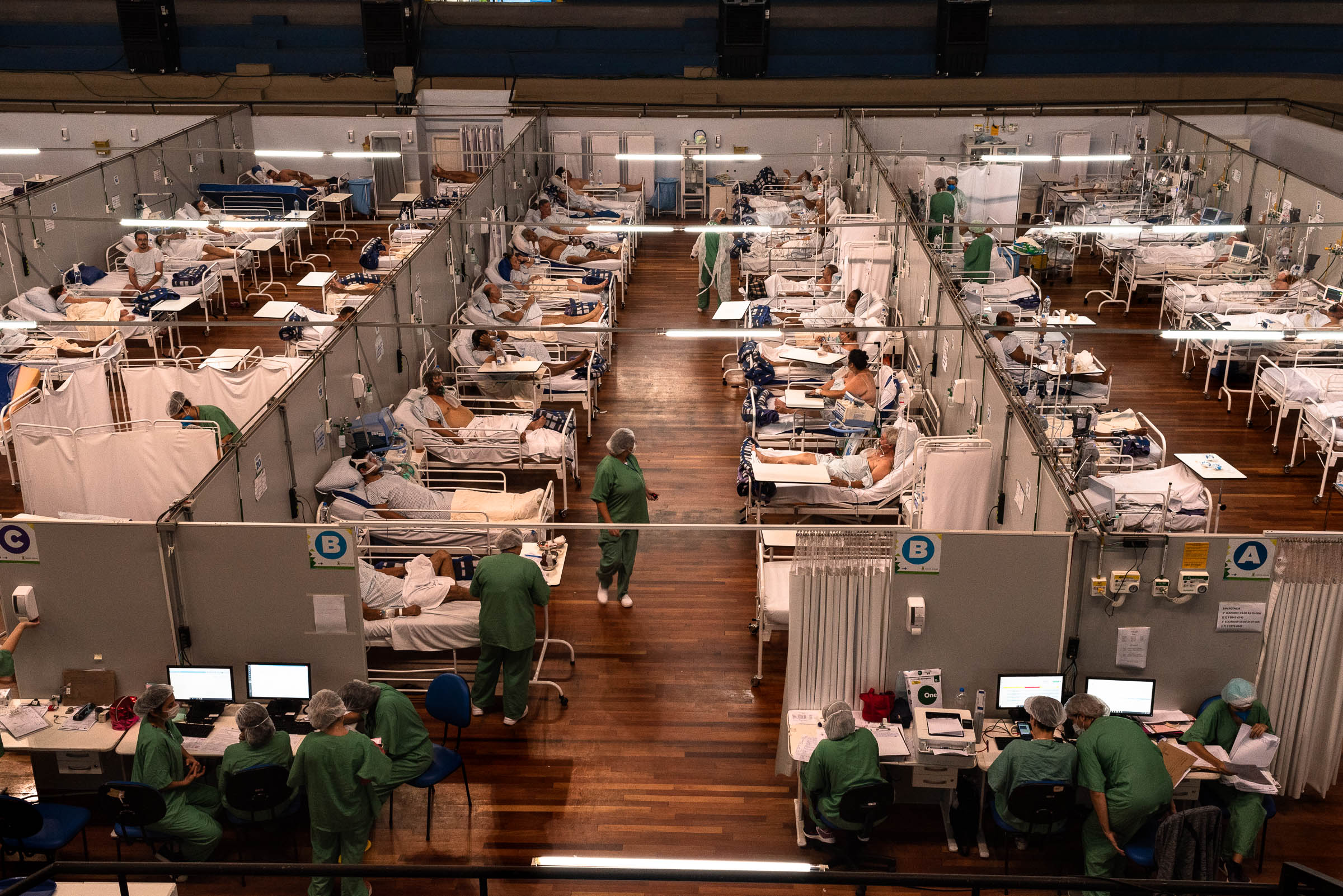
Átmeneti kórház Covid-betegek számára Brazíliában

Naponta újonnan megerősített COVID-19 fertőzések száma (hétnapos mozgóátlag)

Megbetegedések, halálozások száma Kínában

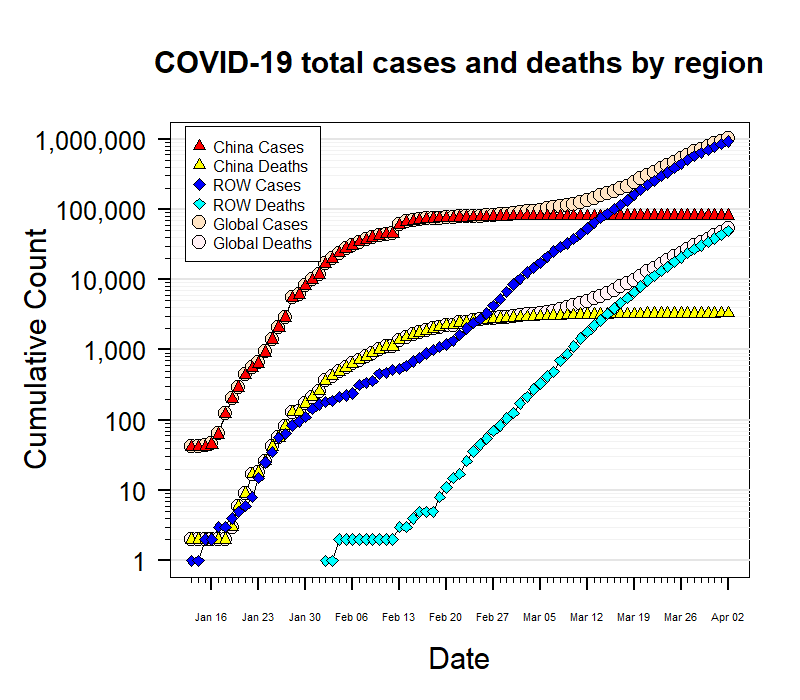
A kontinentális Kínában bejelentett összesített, megerősített esetek és halálesetek logaritmikus skálán ábrázolva szinte egyenes vonalon haladnak, jelezve, hogy a járvány az exponenciális növekedés fázisában van, azaz a fertőzések száma minél nagyobb, a járvány annál gyorsabban terjed. A halálesetek alacsony számuk miatt Poisson-eloszlással modellezendők, azonban összehasonlításképpen szintén lineáris illesztést kaptak a diagramon

2019. december 31-én ismeretlen etiológiájú tüdőgyulladás-járvány kitöréséről számoltak be a kínai egészségügyi hatóságok az Egészségügyi Világszervezetnek (WHO). Elsősorban a „Huanan tenger gyümölcsei nagykereskedelmi piac” árusaival kapcsolták össze a megbetegedéseket, ahol élő állatokat is értékesítenek.
A vírusos fertőzést okozó járvány kitörése Vuhan városában történt, amelynek központi pályaudvarán keresztül zajlik a kínai belföldi szállítás legnagyobb része, Hupej tartomány székhelye, nehézipari központ és a kilenc legfontosabb kínai tartomány közlekedési központja is. Tömegesen jelentek meg tüdőgyulladásos betegségben szenvedő emberek a városban, amelynek nem volt egyértelműen meghatározható oka. A szingapúri Outbreak News Today január 5-én jelentette, hogy a kínai Hupej tartományban, Vuhan városában dolgozó egészségügyi tisztviselők összesen 59 vírusos tüdőgyulladásos beteget jelentettek (január 5-ig), köztük 7 kritikus állapotú beteget. Az új, korábban emberben nem azonosított – rendkívül patogén koronavírustörzs (SARS-CoV-2) első előfordulását 2019. november 17-éig vezették vissza.
A tudósok azt gyanították, hogy egy koronavírust hordozó ismeretlen állat fertőzte meg a vírussal az embereket Vuhanban, ahol az első eseteket már 2019 decemberében dokumentálták.
December végén az orvosok már tudták, hogy furcsa vírusos esetek halmozódnak fel a kínai metropoliszban. A betegek mintáiból egy korábban ismeretlen béta-koronavírust azonosítottak, meghatározva az új vírus genomjának genetikai állományát.
2020. január 5-én az Egészségügyi Világszervezet (WHO) pekingi regionális irodája értesítést kapott Vuhanból ismeretlen okú tüdőgyulladásos betegek csoportjáról, akiknél a klinikai tünetek elsősorban a láz, néhány betegnél a légzés nehézségekbe ütközik és mellkasi röntgenfelvételek mutatják mindkét tüdő invazív lézióját. A kínai hatóságok jelentették, hogy a betegek százhuszonkét szoros kapcsolatát azonosították, akiket orvosi megfigyelés alá helyeztek. A kínai halálesetek száma már február elején magasabb volt, mint a 2003-as SARS járvány által okozott összes halálesetek száma volt. Az Európai Betegségmegelőzési és Járványvédelmi Központ (European Centre for Disease Prevention and Control ECDC) 2020. február 11-én megjelent adatközlése alapján az új koronavírus okozta betegség hivatalos neve „koronavírus-betegség 2019” (coronavirus disease 2019), melynek rövidített változata a Covid19.
A The Guardian brit lap február 10-én megjelent cikke szerint az új koronavírus tüdőgyulladást okoz, és súlyos esetekben szervi elégtelenséget idézhet elő. Mivel ez egy vírusos tüdőgyulladás, az antibiotikumoknak nincs hatása. Az influenza elleni gyógyszerek nem fognak működni. A tudósok szerint jól megtervezett klinikai vizsgálatokra és laboratóriumi kísérletekre van szükség a Covid19 terjedési útjának meghatározásához.
Mindazonáltal Zhong Nanshan, aki a Kínai Népköztársaság epidemiológusaként a SARS-járvány megfékezésében szerzett hírnevet, azt jósolta, hogy áprilisra végleg eltűnhet Kínából a koronavírus járvány kórokozója; a szakember előrejelzése matematikai modellezésen alapul.
Hivatalos belső dokumentum szerint egy 55 éves páciens lehetett az első, akit 2019. november 17-én megfertőzött az új koronavírus.

### Világjárvánnyá való minősülésének szakaszai
A WHO célja az volt, hogy a kínai Vuhan város, ahol az első megbetegedés történt, a stigmát elkerülje, ezért 2020. február 11-én az NCP-nek (Novel Coronavirus Pneumonia) nevezett betegség új nevet kapott COVID-19 (Corona Virus Disease), és az ideiglenes 2019-nCoV koronavírus nevet SARS-CoV-2 (Severe Acute Respiratory Syndrome coronavirus 2) névre változtatta.
Ugyanakkor dr. Tedrosz Adhanom Gebrejeszusz, az Egészségügyi Világszervezet (WHO) elnöke felszólította a világot, hogy a lehető leginkább agresszív módon küzdjön meg az új vírussal, mert még mindig reális esély van a Covid19-betegség visszaszorítására, ha elegendő forrást fordítanak a harcra. Február 24-én a főigazgató már „nagyon aggasztónak” nevezte az új megbetegedések számának növekedését Olaszországban, Dél-Koreában és Iránban, de kijelentette, hogy nincs még pandémiának nevezhető helyzet.
Nancy Messonnier, a CDC igazgatója azt közölte február 25-én, hogy a 2019-es koronavírus-betegség (Covid19) széles körű terjedése az Egyesült Államokban még nem történt meg, de csak idő kérdése, hogy megvalósul. A Covid19-járvány már két olyan kritériumnak is megfelel, ami alapján pandémiának kell besorolni.
2020. március 11-én a WHO világjárvánnyá, pandémiává nyilvánította a Covid19-koronavírus-járványt.
Március 25-én a WHO vezetője, Tedrosz Adhamon Gebrejeszusz kijelentette, hogy „egy hónappal, két hónappal ezelőtt lett volna itt a cselekvés ideje”.

### Adatok
|                                       | \| Országok (193) \| Megerősített esetek \| Fertőzöttek \| Elhunytak \| Gyógyultak \| \| ------------------------------------- \| ------------------- \| ----------- \| --------- \| ----------- \| \| Összesen \| 698 608 610 \| 22 860 949 \| 6 946 189 \| 668 801 472 \| \| USA \| 109 597 985 \| 919 106 \| 1 183 390 \| 107 493 867 \| \| India \| 45 002 015 \| - \| 533 298 \| - \| \| Franciaország \| 40 138 560 \| 0 \| 167 642 \| 39 970 918 \| \| Németország \| 38 656 887 \| 237 910 \| 178 377 \| 38 240 600 \| \| Brazília \| 38 048 773 \| 1 092 142 \| 707 470 \| 36 249 161 \| \| Dél-Korea \| 34 571 873 \| 0 \| 35 934 \| 34 535 939 \| \| Japán \| 33 803 572 \| - \| 74 694 \| - \| \| Olaszország \| 26 363 670 \| 182 544 \| 193 144 \| 25 987 972 \| \| Egyesült Királyság \| 24 812 582 \| 4616 \| 232 112 \| 24 575 854 \| \| Oroszország \| 23 335 550 \| 236 671 \| 400 578 \| 22 698 301 \| \| Törökország \| 17 232 066 \| - \| 102 174 \| - \| \| Spanyolország \| 13 914 811 \| 30 634 \| 121 760 \| 13 762 417 \| \| Ausztrália \| 11 704 988 \| 10 437 \| 22 984 \| 11 671 567 \| \| Vietnam \| 11 624 114 \| 939 937 \| 43 206 \| 10 640 971 \| \| Tajvan \| 10 241 523 \| 0 \| 19 005 \| 10 222 518 \| \| Argentína \| 10 080 046 \| 0 \| 130 685 \| 9 949 361 \| \| Hollandia \| 8 620 051 \| 216 \| 22 992 \| 8 596 843 \| \| Mexikó \| 7 649 199 \| 414 862 \| 334 472 \| 6 899 865 \| \| Irán \| 7 624 407 \| - \| 146 705 \| - \| \| Indonézia \| 6 814 248 \| 5259 \| 161 921 \| 6 647 068 \| \| Lengyelország \| 6 573 514 \| - \| 119 838 \| - \| \| Kolumbia \| 6 384 891 \| 38 371 \| 143 079 \| 6 203 441 \| \| Görögország \| 6 101 379 \| - \| 37 869 \| - \| \| Ausztria \| 6 081 287 \| 3811 \| 22 542 \| 6 054 934 \| \| Portugália \| 5 631 281 \| 0 \| 27 686 \| 5 603 595 \| \| Ukrajna \| 5 557 995 \| 0 \| 112 418 \| 5 445 577 \| \| Chile \| 5 317 498 \| 551 \| 64 497 \| 5 252 450 \| \| Malajzia \| 5 134 632 \| 13 380 \| 37 191 \| 5 084 061 \| \| Izrael \| 4 841 772 \| 30 592 \| 12 707 \| 4 798 473 \| \| Belgium \| 4 829 921 \| 4 368 \| 34 376 \| 4 791 177 \| \| Kanada \| 4 805 570 \| 34 669 \| 55 275 \| 4 715 626 \| \| Észak-Korea \| 4 772 813 \| 0 \| 74 \| 4 772 739 \| \| Thaiföld \| 4 759 106 \| 31 979 \| 34 491 \| 4 692 636 \| \| Csehország \| 4 688 779 \| 11 343 \| 43 036 \| 4 634 400 \| \| Peru \| 4 524 326 \| 4350 \| 222 161 \| 4 297 815 \| \| Svájc \| 4 429 059 \| 10 378 \| 14 452 \| 4 404 229 \| \| Fülöp-szigetek \| 4 123 920 \| 3 226 \| 66 755 \| 4 053 939 \| \| Dél-afrikai Köztársaság \| 4 076 463 \| 61 362 \| 102 595 \| 3 912 506 \| \| Románia \| 3 502 498 \| 2891 \| 68 613 \| 3 430 994 \| \| Dánia \| 3 183 756 \| 0 \| 8814 \| 3 174 942 \| \| Hongkong \| 2 924 226 \| 1885 \| 14 344 \| 2 907 997 \| \| Svédország \| 2 732 994 \| 10 639 \| 25 590 \| 2 696 765 \| \| Szingapúr \| 2 710 617 \| 559 134 \| 1900 \| 2 149 583 \| \| Szerbia \| 2 587 136 \| 14 796 \| 18 057 \| 2 554 283 \| \| Új-Zéland \| 2 505 632 \| 6320 \| 5066 \| 2 494 246 \| \| Irak \| 2 465 545 \| 673 \| 25 375 \| 2 439 497 \| \| Magyarország \| 2 212 994 \| 11 958 \| 48 881 \| 2 152 155 \| \| Banglades \| 2 046 026 \| - \| 29 477 \| - \| \| Szlovákia \| 1 868 801 \| 329 \| 21 167 \| 1 847 305 \| \| Grúzia \| 1 855 289 \| - \| 17 132 \| - \| \| Jordánia \| 1 746 997 \| 1 868 \| 14 122 \| 1 731 007 \| \| Írország \| 1 725 026 \| 1411 \| 9366 \| 1 714 249 \| \| Pakisztán \| 1 581 936 \| 12 583 \| 30 664 \| 1 538 689 \| \| Finnország \| 1 503 090 \| 10 028 \| 11 098 \| 1 481 964 \| \| Norvégia \| 1 489 459 \| 0 \| 5732 \| 1 483 727 \| \| Kazahsztán \| 1 411 831 \| 14 963 \| 13 848 \| 1 383 020 \| \| Litvánia \| 1 354 373 \| 13 407 \| 9771 \| 1 331 195 \| \| Szlovénia \| 1 348 857 \| 1289 \| 7100 \| 1 340 468 \| \| Bulgária \| 1 328 127 \| 1335 \| 38 616 \| 1 288 176 \| \| Guatemala \| 1 279 454 \| 247 \| 20 266 \| 1 258 941 \| \| Marokkó \| 1 277 642 \| - \| 16 297 \| - \| \| Horvátország \| 1 277 094 \| 347 \| 18 495 \| 1 258 252 \| \| Libanon \| 1 243 838 \| 145 299 \| 10 952 \| 1 087 587 \| \| Costa Rica \| 1 238 883 \| - \| 9428 \| - \| \| Bolívia \| 1 210 122 \| 10 570 \| 22 407 \| 1 177 145 \| \| Tunézia \| 1 153 361 \| - \| 29 423 \| - \| \| Kuba \| 1 115 150 \| 67 \| 8530 \| 1 106 553 \| \| Ecuador \| 1 070 121 \| 982 \| 36 043 \| 1 033 096 \| \| Egyesült Arab Emírségek \| 1 067 030 \| - \| 2349 \| - \| \| Panama \| 1 049 089 \| 155 \| 8666 \| 1 040 268 \| \| Uruguay \| 1 040 976 \| 2368 \| 7664 \| 1 030 944 \| \| Mongólia \| 1 011 280 \| 110 \| 2179 \| 1 008 991 \| \| Nepál \| 1 003 450 \| 97 \| 12 031 \| 991 322 \| \| Fehéroroszország \| 994 037 \| 1327 \| 7118 \| 985 592 \| \| Lettország \| 979 875 \| 2016 \| 6453 \| 971 406 \| \| Szaúd-Arábia \| 841 469 \| - \| 9646 \| - \| \| Azerbajdzsán \| 834 135 \| 39 \| 10 367 \| 823 729 \| \| Paraguay \| 819 221 \| - \| 20 040 \| - \| \| Bahrein \| 729 405 \| 45 \| 1574 \| 727 786 \| \| Srí Lanka \| 672 618 \| 12 \| 16 885 \| 655 721 \| \| Dominikai Köztársaság \| 670 627 \| 139 \| 4384 \| 666 104 \| \| Kuvait \| 666 520 \| 3713 \| 2570 \| 660 237 \| \| Ciprus \| 660 854 \| 0 \| 1364 \| 659 490 \| \| Mianmar \| 641 375 \| 1958 \| 19 495 \| 619 922 \| \| Moldova \| 627 458 \| - \| 12 154 \| - \| \| Észtország \| 622 146 \| - \| 3001 \| - \| \| Palesztina \| 621,008 \| 159 \| 5404 \| 615 445 \| \| Venezuela \| 552 695 \| 302 \| 5856 \| 546 537 \| \| Egyiptom \| 516 023 \| 49 228 \| 24 613 \| 442 182 \| \| Katar \| 514 524 \| 147 \| 690 \| 513 687 \| \| Líbia \| 507 274 \| 2 \| 6437 \| 500 835 \| \| Kína \| 503 302 \| 118 977 \| 5272 \| 379 053 \| \| Etiópia \| 501 080 \| 5335 \| 7574 \| 488 171 \| \| Honduras \| 474 590 \| - \| 11 165 \| - \| \| Örményország \| 451 107 \| 7171 \| 8774 \| 435 162 \| \| Bosznia-Hercegovina \| 403 337 \| 7887 \| 16 366 \| 379 084 \| \| Omán \| 399 449 \| - \| 4628 \| - \| \| Észak-Macedónia \| 349 868 \| 2842 \| 9958 \| 337 068 \| \| Zambia \| 349 294 \| 3909 \| 4069 \| 341 316 \| \| Kenya \| 344 130 \| 1132 \| 5689 \| 337 309 \| \| Albánia \| 334 726 \| 1696 \| 3602 \| 329 428 \| \| Botswana \| 330 364 \| 514 \| 2801 \| 327 049 \| \| Luxemburg \| 319 959 \| - \| 1232 \| - \| \| Brunei \| 313 919 \| 70 093 \| 225 \| 243 601 \| \| Montenegró \| 294 725 \| 97 \| 2834 \| 291 794 \| \| Algéria \| 271 977 \| 82 035 \| 6881 \| 183 061 \| \| Nigéria \| 267 153 \| 4045 \| 3155 \| 259 953 \| \| Zimbabwe \| 265 890 \| 1277 \| 5725 \| 258 888 \| \| Üzbegisztán \| 253 662 \| 10 539 \| 1637 \| 241 486 \| \| Mozambik \| 233 663 \| 2608 \| 2250 \| 228 805 \| \| Afganisztán \| 228 862 \| 12 509 \| 7962 \| 208 391 \| \| Laosz \| 218 895 \| - \| 758 \| - \| \| Izland \| 209 328 \| - \| 229 \| - \| \| Kirgizisztán \| 206 897 \| 7500 \| 2991 \| 196 406 \| \| El Salvador \| 201 809 \| 18 169 \| 4230 \| 179 410 \| \| Trinidad és Tobago \| 191 496 \| 28 \| 4390 \| 187 078 \| \| Maldív-szigetek \| 186 694 \| 22 691 \| 316 \| 163 687 \| \| Namíbia \| 172 149 \| 950 \| 4100 \| 167 099 \| \| Uganda \| 171 983 \| 67 920 \| 3632 \| 100 431 \| \| Ghána \| 171 780 \| 0 \| 1462 \| 170 318 \| \| Jamaica \| 156 487 \| 49 632 \| 3664 \| 103 191 \| \| Kambodzsa \| 138 954 \| 4 \| 3056 \| 135 894 \| \| Ruanda \| 133 518 \| 11 \| 1468 \| 132 039 \| \| Kamerun \| 125 226 \| 15 \| 1974 \| 123 237 \| \| Málta \| 120 772 \| 432 \| 866 \| 119 474 \| \| Barbados \| 110 235 \| 947 \| 641 \| 108 647 \| \| Angola \| 106 001 \| 646 \| 1936 \| 103 419 \| \| Kongói Demokratikus Köztársaság \| 99 223 \| 13 266 \| 1468 \| 84 489 \| \| Malawi \| 89 054 \| - \| 2686 \| - \| \| Szenegál \| 89 022 \| 27 \| 1971 \| 87 024 \| \| Elefántcsontpart \| 88 338 \| 6 \| 835 \| 87 497 \| \| Suriname \| 82 588 \| - \| 1408 \| - \| \| Szváziföld \| 75 127 \| 584 \| 1427 \| 73 116 \| \| Guyana \| 73 490 \| 178 \| 1 299 \| 72 013 \| \| Belize \| 71 373 \| - \| 688 \| - \| \| Fidzsi-szigetek \| 69 117 \| 1 006 \| 885 \| 67 226 \| \| Madagaszkár \| 68 382 \| 94 \| 1 426 \| 66 862 \| \| Zöld-foki Köztársaság \| 64 477 \| 305 \| 417 \| 63 755 \| \| Szudán \| 63 993 \| 0 \| 5 046 \| 58 947 \| \| Mauritánia \| 63 774 \| 306 \| 997 \| 62 471 \| \| Bhután \| 62 697 \| 1112 \| 21 \| 61 564 \| \| Szíria \| 57 743 \| 0 \| 3165 \| 54 578 \| \| Burundi \| 54 721 \| 1114 \| 38 \| 53 569 \| \| Seychelle-szigetek \| 51 058 \| 121 \| 172 \| 50 765 \| \| Gabon \| 49 046 \| 65 \| 307 \| 48 674 \| \| Andorra \| 48 015 \| - \| 165 \| - \| \| Pápua Új-Guinea \| 46 864 \| 26 \| 670 \| 46 168 \| \| Tanzánia \| 43 085 \| - \| 846 \| 41 278 \| \| Mauritius \| 43 025 \| 696 \| 1051 \| 41 278 \| \| Togo \| 39 531 \| 25 \| 290 \| 39 216 \| \| Guinea \| 38 568 \| 343 \| 468 \| 37 757 \| \| Bahama-szigetek \| 38 084 \| 874 \| 844 \| 36 366 \| \| Lesotho \| 34 790 \| 8,087 \| 723 \| 25 980 \| \| Haiti \| 34 458 \| 226 \| 860 \| 33 372 \| \| Mali \| 33 162 \| 87 \| 743 \| 32 332 \| \| Saint Lucia \| 30 209 \| 1 \| 410 \| 29 798 \| \| Benin \| 28 036 \| 26 \| 163 \| 27 847 \| \| Szomália \| 27 334 \| 12 791 \| 1361 \| 13 182 \| \| Mikronéziai Szövetségi Államok \| 26 547 \| - \| 65 \| - \| \| Salamon-szigetek \| 25 954 \| - \| 199 \| - \| \| Kongói Köztársaság \| 25 375 \| 983 \| 386 \| 24 006 \| \| San Marino \| 25 292 \| 406 \| 126 \| 24 760 \| \| Kelet-Timor \| 23 460 \| 220 \| 138 \| 23 102 \| \| Burkina Faso \| 22 072 \| 80 \| 396 \| 21 596 \| \| Liechtenstein \| 21 526 \| - \| 94 \| - \| \| Grenada \| 19 693 \| 97 \| 238 \| 19 358 \| \| Dél-Szudán \| 18 531 \| 278 \| 138 \| 18 115 \| \| Nicaragua \| 18 491 \| 14 041 \| 225 \| 4225 \| \| Tádzsikisztán \| 17 786 \| 397 \| 125 \| 17 264 \| \| Egyenlítői-Guinea \| 17 229 \| 139 \| 183 \| 16 907 \| \| Monaco \| 17,181 \| - \| 67 \| - \| \| Tonga \| 16 876 \| 1225 \| 13 \| 15 638 \| \| Szamoa \| 16 781 \| 15 145 \| 31 \| 1605 \| \| Marshall-szigetek \| 16 138 \| 0 \| 17 \| 16 121 \| \| Dominikai Közösség \| 16 027 \| 0 \| 74 \| 15 953 \| \| Dzsibuti \| 15 690 \| 74 \| 189 \| 15 427 \| \| Közép-afrikai Köztársaság \| 15 368 \| 55 \| 113 \| 15 200 \| \| Gambia \| 12 626 \| 65 \| 372 \| 12 189 \| \| Vanuatu \| 12 019 \| 14 \| 29 \| 11 976 \| \| Jemen \| 11 945 \| 662 \| 2159 \| 9 124 \| \| Eritrea \| 10 189 \| 0 \| 103 \| 10 086 \| \| Niger \| 9931 \| 729 \| 312 \| 8890 \| \| Saint Vincent és a Grenadine-szigetek \| 9644 \| 27 \| 124 \| 9493 \| \| Bissau-Guinea \| 9614 \| 508 \| 177 \| 8929 \| \| Comore-szigetek \| 9109 \| 9 \| 161 \| 8939 \| \| Antigua és Barbuda \| 9106 \| 6 \| 146 \| 8954 \| \| Libéria \| 8090 \| 295 \| 12 \| 7783 \| \| Sierra Leone \| 7766 \| - \| 126 \| - \| \| Csád \| 7701 \| 2633 \| 194 \| 4874 \| \| São Tomé és Príncipe \| 6686 \| 51 \| 80 \| 6555 \| \| Saint Kitts és Nevis \| 6607 \| 0 \| 48 \| 6559 \| \| Palau \| 6249 \| 1 \| 9 \| 6239 \| \| Nauru \| 5393 \| 1 \| 45 \| 5347 \| \| Kiribati \| 5085 \| 2358 \| 24 \| 2703 \| \| Tuvalu \| 2943 \| - \| 1 \| - \| \| Vatikán \| 29 \| 0 \| 0 \| 29 \| \| Nyugat-Szahara \| 10 \| 0 \| 1 \| 9 \| |             |           |             |
|                                       | |             |           |             |
| Országok (193)                        | Megerősített esetek | Fertőzöttek | Elhunytak | Gyógyultak  |
| Összesen                              | 698 608 610 | 22 860 949  | 6 946 189 | 668 801 472 |
| USA                                   | 109 597 985 | 919 106     | 1 183 390 | 107 493 867 |
| India                                 | 45 002 015 | -           | 533 298   | -           |
| Franciaország                         | 40 138 560 | 0           | 167 642   | 39 970 918  |
| Németország                           | 38 656 887 | 237 910     | 178 377   | 38 240 600  |
| Brazília                              | 38 048 773 | 1 092 142   | 707 470   | 36 249 161  |
| Dél-Korea                             | 34 571 873 | 0           | 35 934    | 34 535 939  |
| Japán                                 | 33 803 572 | -           | 74 694    | -           |
| Olaszország                           | 26 363 670 | 182 544     | 193 144   | 25 987 972  |
| Egyesült Királyság                    | 24 812 582 | 4616        | 232 112   | 24 575 854  |
| Oroszország                           | 23 335 550 | 236 671     | 400 578   | 22 698 301  |
| Törökország                           | 17 232 066 | -           | 102 174   | -           |
| Spanyolország                         | 13 914 811 | 30 634      | 121 760   | 13 762 417  |
| Ausztrália                            | 11 704 988 | 10 437      | 22 984    | 11 671 567  |
| Vietnam                               | 11 624 114 | 939 937     | 43 206    | 10 640 971  |
| Tajvan                                | 10 241 523 | 0           | 19 005    | 10 222 518  |
| Argentína                             | 10 080 046 | 0           | 130 685   | 9 949 361   |
| Hollandia                             | 8 620 051 | 216         | 22 992    | 8 596 843   |
| Mexikó                                | 7 649 199 | 414 862     | 334 472   | 6 899 865   |
| Irán                                  | 7 624 407 | -           | 146 705   | -           |
| Indonézia                             | 6 814 248 | 5259        | 161 921   | 6 647 068   |
| Lengyelország                         | 6 573 514 | -           | 119 838   | -           |
| Kolumbia                              | 6 384 891 | 38 371      | 143 079   | 6 203 441   |
| Görögország                           | 6 101 379 | -           | 37 869    | -           |
| Ausztria                              | 6 081 287 | 3811        | 22 542    | 6 054 934   |
| Portugália                            | 5 631 281 | 0           | 27 686    | 5 603 595   |
| Ukrajna                               | 5 557 995 | 0           | 112 418   | 5 445 577   |
| Chile                                 | 5 317 498 | 551         | 64 497    | 5 252 450   |
| Malajzia                              | 5 134 632 | 13 380      | 37 191    | 5 084 061   |
| Izrael                                | 4 841 772 | 30 592      | 12 707    | 4 798 473   |
| Belgium                               | 4 829 921 | 4 368       | 34 376    | 4 791 177   |
| Kanada                                | 4 805 570 | 34 669      | 55 275    | 4 715 626   |
| Észak-Korea                           | 4 772 813 | 0           | 74        | 4 772 739   |
| Thaiföld                              | 4 759 106 | 31 979      | 34 491    | 4 692 636   |
| Csehország                            | 4 688 779 | 11 343      | 43 036    | 4 634 400   |
| Peru                                  | 4 524 326 | 4350        | 222 161   | 4 297 815   |
| Svájc                                 | 4 429 059 | 10 378      | 14 452    | 4 404 229   |
| Fülöp-szigetek                        | 4 123 920 | 3 226       | 66 755    | 4 053 939   |
| Dél-afrikai Köztársaság               | 4 076 463 | 61 362      | 102 595   | 3 912 506   |
| Románia                               | 3 502 498 | 2891        | 68 613    | 3 430 994   |
| Dánia                                 | 3 183 756 | 0           | 8814      | 3 174 942   |
| Hongkong                              | 2 924 226 | 1885        | 14 344    | 2 907 997   |
| Svédország                            | 2 732 994 | 10 639      | 25 590    | 2 696 765   |
| Szingapúr                             | 2 710 617 | 559 134     | 1900      | 2 149 583   |
| Szerbia                               | 2 587 136 | 14 796      | 18 057    | 2 554 283   |
| Új-Zéland                             | 2 505 632 | 6320        | 5066      | 2 494 246   |
| Irak                                  | 2 465 545 | 673         | 25 375    | 2 439 497   |
| Magyarország                          | 2 212 994 | 11 958      | 48 881    | 2 152 155   |
| Banglades                             | 2 046 026 | -           | 29 477    | -           |
| Szlovákia                             | 1 868 801 | 329         | 21 167    | 1 847 305   |
| Grúzia                                | 1 855 289 | -           | 17 132    | -           |
| Jordánia                              | 1 746 997 | 1 868       | 14 122    | 1 731 007   |
| Írország                              | 1 725 026 | 1411        | 9366      | 1 714 249   |
| Pakisztán                             | 1 581 936 | 12 583      | 30 664    | 1 538 689   |
| Finnország                            | 1 503 090 | 10 028      | 11 098    | 1 481 964   |
| Norvégia                              | 1 489 459 | 0           | 5732      | 1 483 727   |
| Kazahsztán                            | 1 411 831 | 14 963      | 13 848    | 1 383 020   |
| Litvánia                              | 1 354 373 | 13 407      | 9771      | 1 331 195   |
| Szlovénia                             | 1 348 857 | 1289        | 7100      | 1 340 468   |
| Bulgária                              | 1 328 127 | 1335        | 38 616    | 1 288 176   |
| Guatemala                             | 1 279 454 | 247         | 20 266    | 1 258 941   |
| Marokkó                               | 1 277 642 | -           | 16 297    | -           |
| Horvátország                          | 1 277 094 | 347         | 18 495    | 1 258 252   |
| Libanon                               | 1 243 838 | 145 299     | 10 952    | 1 087 587   |
| Costa Rica                            | 1 238 883 | -           | 9428      | -           |
| Bolívia                               | 1 210 122 | 10 570      | 22 407    | 1 177 145   |
| Tunézia                               | 1 153 361 | -           | 29 423    | -           |
| Kuba                                  | 1 115 150 | 67          | 8530      | 1 106 553   |
| Ecuador                               | 1 070 121 | 982         | 36 043    | 1 033 096   |
| Egyesült Arab Emírségek               | 1 067 030 | -           | 2349      | -           |
| Panama                                | 1 049 089 | 155         | 8666      | 1 040 268   |
| Uruguay                               | 1 040 976 | 2368        | 7664      | 1 030 944   |
| Mongólia                              | 1 011 280 | 110         | 2179      | 1 008 991   |
| Nepál                                 | 1 003 450 | 97          | 12 031    | 991 322     |
| Fehéroroszország                      | 994 037 | 1327        | 7118      | 985 592     |
| Lettország                            | 979 875 | 2016        | 6453      | 971 406     |
| Szaúd-Arábia                          | 841 469 | -           | 9646      | -           |
| Azerbajdzsán                          | 834 135 | 39          | 10 367    | 823 729     |
| Paraguay                              | 819 221 | -           | 20 040    | -           |
| Bahrein                               | 729 405 | 45          | 1574      | 727 786     |
| Srí Lanka                             | 672 618 | 12          | 16 885    | 655 721     |
| Dominikai Köztársaság                 | 670 627 | 139         | 4384      | 666 104     |
| Kuvait                                | 666 520 | 3713        | 2570      | 660 237     |
| Ciprus                                | 660 854 | 0           | 1364      | 659 490     |
| Mianmar                               | 641 375 | 1958        | 19 495    | 619 922     |
| Moldova                               | 627 458 | -           | 12 154    | -           |
| Észtország                            | 622 146 | -           | 3001      | -           |
| Palesztina                            | 621,008 | 159         | 5404      | 615 445     |
| Venezuela                             | 552 695 | 302         | 5856      | 546 537     |
| Egyiptom                              | 516 023 | 49 228      | 24 613    | 442 182     |
| Katar                                 | 514 524 | 147         | 690       | 513 687     |
| Líbia                                 | 507 274 | 2           | 6437      | 500 835     |
| Kína                                  | 503 302 | 118 977     | 5272      | 379 053     |
| Etiópia                               | 501 080 | 5335        | 7574      | 488 171     |
| Honduras                              | 474 590 | -           | 11 165    | -           |
| Örményország                          | 451 107 | 7171        | 8774      | 435 162     |
| Bosznia-Hercegovina                   | 403 337 | 7887        | 16 366    | 379 084     |
| Omán                                  | 399 449 | -           | 4628      | -           |
| Észak-Macedónia                       | 349 868 | 2842        | 9958      | 337 068     |
| Zambia                                | 349 294 | 3909        | 4069      | 341 316     |
| Kenya                                 | 344 130 | 1132        | 5689      | 337 309     |
| Albánia                               | 334 726 | 1696        | 3602      | 329 428     |
| Botswana                              | 330 364 | 514         | 2801      | 327 049     |
| Luxemburg                             | 319 959 | -           | 1232      | -           |
| Brunei                                | 313 919 | 70 093      | 225       | 243 601     |
| Montenegró                            | 294 725 | 97          | 2834      | 291 794     |
| Algéria                               | 271 977 | 82 035      | 6881      | 183 061     |
| Nigéria                               | 267 153 | 4045        | 3155      | 259 953     |
| Zimbabwe                              | 265 890 | 1277        | 5725      | 258 888     |
| Üzbegisztán                           | 253 662 | 10 539      | 1637      | 241 486     |
| Mozambik                              | 233 663 | 2608        | 2250      | 228 805     |
| Afganisztán                           | 228 862 | 12 509      | 7962      | 208 391     |
| Laosz                                 | 218 895 | -           | 758       | -           |
| Izland                                | 209 328 | -           | 229       | -           |
| Kirgizisztán                          | 206 897 | 7500        | 2991      | 196 406     |
| El Salvador                           | 201 809 | 18 169      | 4230      | 179 410     |
| Trinidad és Tobago                    | 191 496 | 28          | 4390      | 187 078     |
| Maldív-szigetek                       | 186 694 | 22 691      | 316       | 163 687     |
| Namíbia                               | 172 149 | 950         | 4100      | 167 099     |
| Uganda                                | 171 983 | 67 920      | 3632      | 100 431     |
| Ghána                                 | 171 780 | 0           | 1462      | 170 318     |
| Jamaica                               | 156 487 | 49 632      | 3664      | 103 191     |
| Kambodzsa                             | 138 954 | 4           | 3056      | 135 894     |
| Ruanda                                | 133 518 | 11          | 1468      | 132 039     |
| Kamerun                               | 125 226 | 15          | 1974      | 123 237     |
| Málta                                 | 120 772 | 432         | 866       | 119 474     |
| Barbados                              | 110 235 | 947         | 641       | 108 647     |
| Angola                                | 106 001 | 646         | 1936      | 103 419     |
| Kongói Demokratikus Köztársaság       | 99 223 | 13 266      | 1468      | 84 489      |
| Malawi                                | 89 054 | -           | 2686      | -           |
| Szenegál                              | 89 022 | 27          | 1971      | 87 024      |
| Elefántcsontpart                      | 88 338 | 6           | 835       | 87 497      |
| Suriname                              | 82 588 | -           | 1408      | -           |
| Szváziföld                            | 75 127 | 584         | 1427      | 73 116      |
| Guyana                                | 73 490 | 178         | 1 299     | 72 013      |
| Belize                                | 71 373 | -           | 688       | -           |
| Fidzsi-szigetek                       | 69 117 | 1 006       | 885       | 67 226      |
| Madagaszkár                           | 68 382 | 94          | 1 426     | 66 862      |
| Zöld-foki Köztársaság                 | 64 477 | 305         | 417       | 63 755      |
| Szudán                                | 63 993 | 0           | 5 046     | 58 947      |
| Mauritánia                            | 63 774 | 306         | 997       | 62 471      |
| Bhután                                | 62 697 | 1112        | 21        | 61 564      |
| Szíria                                | 57 743 | 0           | 3165      | 54 578      |
| Burundi                               | 54 721 | 1114        | 38        | 53 569      |
| Seychelle-szigetek                    | 51 058 | 121         | 172       | 50 765      |
| Gabon                                 | 49 046 | 65          | 307       | 48 674      |
| Andorra                               | 48 015 | -           | 165       | -           |
| Pápua Új-Guinea                       | 46 864 | 26          | 670       | 46 168      |
| Tanzánia                              | 43 085 | -           | 846       | 41 278      |
| Mauritius                             | 43 025 | 696         | 1051      | 41 278      |
| Togo                                  | 39 531 | 25          | 290       | 39 216      |
| Guinea                                | 38 568 | 343         | 468       | 37 757      |
| Bahama-szigetek                       | 38 084 | 874         | 844       | 36 366      |
| Lesotho                               | 34 790 | 8,087       | 723       | 25 980      |
| Haiti                                 | 34 458 | 226         | 860       | 33 372      |
| Mali                                  | 33 162 | 87          | 743       | 32 332      |
| Saint Lucia                           | 30 209 | 1           | 410       | 29 798      |
| Benin                                 | 28 036 | 26          | 163       | 27 847      |
| Szomália                              | 27 334 | 12 791      | 1361      | 13 182      |
| Mikronéziai Szövetségi Államok        | 26 547 | -           | 65        | -           |
| Salamon-szigetek                      | 25 954 | -           | 199       | -           |
| Kongói Köztársaság                    | 25 375 | 983         | 386       | 24 006      |
| San Marino                            | 25 292 | 406         | 126       | 24 760      |
| Kelet-Timor                           | 23 460 | 220         | 138       | 23 102      |
| Burkina Faso                          | 22 072 | 80          | 396       | 21 596      |
| Liechtenstein                         | 21 526 | -           | 94        | -           |
| Grenada                               | 19 693 | 97          | 238       | 19 358      |
| Dél-Szudán                            | 18 531 | 278         | 138       | 18 115      |
| Nicaragua                             | 18 491 | 14 041      | 225       | 4225        |
| Tádzsikisztán                         | 17 786 | 397         | 125       | 17 264      |
| Egyenlítői-Guinea                     | 17 229 | 139         | 183       | 16 907      |
| Monaco                                | 17,181 | -           | 67        | -           |
| Tonga                                 | 16 876 | 1225        | 13        | 15 638      |
| Szamoa                                | 16 781 | 15 145      | 31        | 1605        |
| Marshall-szigetek                     | 16 138 | 0           | 17        | 16 121      |
| Dominikai Közösség                    | 16 027 | 0           | 74        | 15 953      |
| Dzsibuti                              | 15 690 | 74          | 189       | 15 427      |
| Közép-afrikai Köztársaság             | 15 368 | 55          | 113       | 15 200      |
| Gambia                                | 12 626 | 65          | 372       | 12 189      |
| Vanuatu                               | 12 019 | 14          | 29        | 11 976      |
| Jemen                                 | 11 945 | 662         | 2159      | 9 124       |
| Eritrea                               | 10 189 | 0           | 103       | 10 086      |
| Niger                                 | 9931 | 729         | 312       | 8890        |
| Saint Vincent és a Grenadine-szigetek | 9644 | 27          | 124       | 9493        |
| Bissau-Guinea                         | 9614 | 508         | 177       | 8929        |
| Comore-szigetek                       | 9109 | 9           | 161       | 8939        |
| Antigua és Barbuda                    | 9106 | 6           | 146       | 8954        |
| Libéria                               | 8090 | 295         | 12        | 7783        |
| Sierra Leone                          | 7766 | -           | 126       | -           |
| Csád                                  | 7701 | 2633        | 194       | 4874        |
| São Tomé és Príncipe                  | 6686 | 51          | 80        | 6555        |
| Saint Kitts és Nevis                  | 6607 | 0           | 48        | 6559        |
| Palau                                 | 6249 | 1           | 9         | 6239        |
| Nauru                                 | 5393 | 1           | 45        | 5347        |
| Kiribati                              | 5085 | 2358        | 24        | 2703        |
| Tuvalu                                | 2943 | -           | 1         | -           |
| Vatikán                               | 29 | 0           | 0         | 29          |
| Nyugat-Szahara                        | 10 | 0           | 1         | 9           |

Lapítsd a görbét "Mindenki maradjon otthon!"
A szociális izolációnak, közösségi távolságtartásnak (social distancing) vagy társadalmi távolodásnak nevezett védekező közegészségügyi stratégia szükségszerű egy világméretű járvány esetében

Figyelemmel lehet kísérni a világjárvány terjedését, a Johns Hopkins Egyetem Coronavirus COVID–19 Global Cases by Johns Hopkins CSSE nevű, angol nyelvű weboldalán, amely majdnem valós időben mutatja, hogy hová jutott már el és hány embert fertőzött meg a koronavírus. Folyamatosan közli az adatokat az interaktív térképeken. Egy másik hasonló weboldal a China Interactive News Map oldal. A Johns Hopkins Egyetem kutatói által fenntartott víruskövetővel kapcsolatban azonban a szakértők szkeptikusak, mert a hivatalos számok nem mindig tükrözik a gyorsan változó járvány valódi és teljes mértékét. A Novel Coronavirus Worldometer által összeállított és elemzett adatokat is figyelemmel lehet kísérni, amelyekhez a következő források szolgáltattak hivatalos információkat:
- A Kínai Népköztársaság Nemzeti Egészségügyi Bizottsága (NHC)
- Egészségügyi Bizottság, Hupej tartomány, Kína

A hongkongi Covid19-járványhelyzet a Latest Situation of Novel Coronavirus Infection in Hong Kong című lapon követhető. A South China Morning Post weboldalán látványos infografikák segítik a naprakész tájékozódást a járványügyi helyzettel kapcsolatban. Az európai járványhelyzetről a BBC újságírócsapata által szerkesztett weboldalon lehet részletes járványügyi információkhoz jutni. Élő közvetítés Real Time Counter, World Map, News.
Az Állami Népegészségügyi és Tisztiorvosi Szolgálat (ÁNTSZ) koronavírus-járvánnyal kapcsolatos napi jelentései a szervezet honlapján olvashatóak: www.antsz.hu A magyar nyelvű tájékoztatók az Európai Járványügyi és Betegségmegelőzési Központ (ECDC) és az Egészségügyi Világszervezet (WHO) adatai alapján készülnek.
A Koronavírus-járvány Elleni Védekezésért Felelős Operatív Törzs március 4-én elindította a www.nnk.gov.hu weboldalt, ahol hiteles és naprakész információkat kaphat a magyar közvélemény a járvány magyarországi helyzetéről.

### Becsült előrejelzések a járvány lefolyásáról

Néhány ország Covid19-járványgörbéje

A járvány haláleseteinek száma a világ országaiban (haláleset / millió)

A CGTN.com kínai nemzetközi hírcsatorna 2020. január 30-án az internetes oldalán közzétett előrejelzése szerint az új koronavírus gyorsabban terjed és nem mutat lassulási jeleket. Az elemzés állítása szerint „az "új koronavírus rosszabb, mint a SARS", szilárdabb lett, mint három nappal ezelőtt, amikor közzétettük az első elemzést.”
A CNN szerint az új koronavírus eseti halálozási aránya január 30-án körülbelül 2% körül volt – lényegesen kisebb, mint a SARS 9,6%-os halálozási aránya.
A kitörés folyamata nagyon rövid idő alatt zajlott le és nagyon bonyolult globális eseménnyé vált, a számtalan gyorsan változó információ és események miatt. A járvány kezelése néhány ponton hasonlít a 2002–2003-ban kitört SARS világjárványhoz és annak terjedéséhez a kontinensek között, így többek közt abban is, hogy a kínai hatóságok eleinte megpróbálták elhallgatni a kitörés nagyságát.
2020. január 30-án Tedrosz Adhanom Gebrejeszusz az Egészségügyi Világszervezet elnöke bejelentette, hogy a WHO vészhelyzetet hirdetett ki, de szavai szerint nem feltétlenül a kínai koronavírus-járvány miatt, hanem azért, ami a világ többi országában történik, az összegyűlt bizonyítékok szerint a vírus addig legalább 18 országba terjedt át.
A tudósok becslései szerint az új koronavírussal fertőzött személyek 1,5-3,5 embert fertőzhetnek meg hatékony védőintézkedések nélkül. Ez a vírust annyira fertőzővé tenné, mint a SARS-járványt okozó koronavírus, amely Kínában 2003-ban terjedt el és a betegek 9,6 százaléka, 774 ember halt meg. Az új koronavírus halálozási arányszáma 3,4%.
Február 2-án Ian Mackay, az ausztrál Queenslandi Egyetem virológusa kijelentette: néhány héten belül a vuhani koronavírus elterjed az egész világon. Túl messzire és túl gyorsan terjed ahhoz, hogy ténylegesen vissza lehessen tartani. Szerinte az endemikus humán koronavírusok általában télen kitörnek, nyáron pedig elpusztulnak, de a kutatók még mindig sok mindent nem ismernek az új vírusról.
Gabriel Leung, a Hongkongi Egyetem professzorának 2020 februári véleménye szerint a világ 60 százaléka is megfertőződhet a fertőzések nagy száma alapján, ha nem ellenőrzik a folyamatot.
Robert Redfield az amerikai Centers for Disease Control and Prevention (CDC) igazgatója szerint riasztó, hogy a megfertőződött személy, már akkor is fertőz és átviheti másokra a kórokozót, amikor még nincs a fertőzésnek nyilvánvaló tünete.
A járvány kezelésének jegyében a WHO és az oltóanyagok kutatásának és fejlesztésének koordinálásán dolgozó GloPID-R, 2020. február 11–12-én megszervezte és megrendezte a globális kutatási és innovációs fórumát. A WHO genfi központjában a rendezvényen részt vettek a tudományos közösség számos képviselője: a közegészségügyi ügynökségek, a szabályozó hatóságok világméretű képviselői, a tagállami képviselők, magánszervezetek, a kutatók finanszírozói, a vészhelyzetben szakértő bioetikusok és az orvosi folyóiratok szerkesztői.
A London School of Hygiene and Tropical Medicine tudósainak elemzései szerint a járvány valószínűleg február közepén és végén csúcsosodik ki, bár továbbra is bizonytalan, hogy mikor érhet el a csúcsra. Február 11-én Adam Kucharski, a kutatóközpont egyetemi docense elmondta, hogy a jelenlegi adatok alapján a betegség „csúcskiterjedése” valószínűleg a vuhani népesség 5%-ának felel majd meg, ami 500 000 fertőzött embert jelent.
A The Journal of Immunology tudományos cikke szerint az emberről emberre történő átvihetőség és a betegség súlyossága a két legkritikusabb tényező, amely meghatározza egy járvány hatását. Sem a súlyos akut légzőszervi szindróma koronavírus (SARS-CoV), sem a közel-keleti légzőszervi szindróma koronavírus (MERS-CoV) járványai során nem kombinálódott össze a vírusos fertőzés magas átvihetősége és a súlyossága. Az ellenőrizhetőségi stratégiákat ez a kombináció vezérli. A hatékony megelőzés és kontroll nem lesz könnyű, amíg a vírus tartós terjedése zajlik, és a közegészségügy, az állami és helyi önkormányzatok, a magánszektor és minden polgár teljes figyelmét megköveteli.
A kutatók szerint az új koronavírus ugyanabba a fajba tartozik, mint a SARS-COV, de a SARS-CoV-2 sokkal gyorsabban terjed, mint a SARS-CoV, habár kevésbé halálos. A SARS-CoV nyáron visszavonult, de senki sem tudja, mit fog tenni az új vírus az kitörést követő hónapokban. Az emberek azt gondolhatják, hogy hasonlóan fog viselkedni, és nyáron majd abbahagyják az óvintézkedések alkalmazását.

## A vírus és a betegség

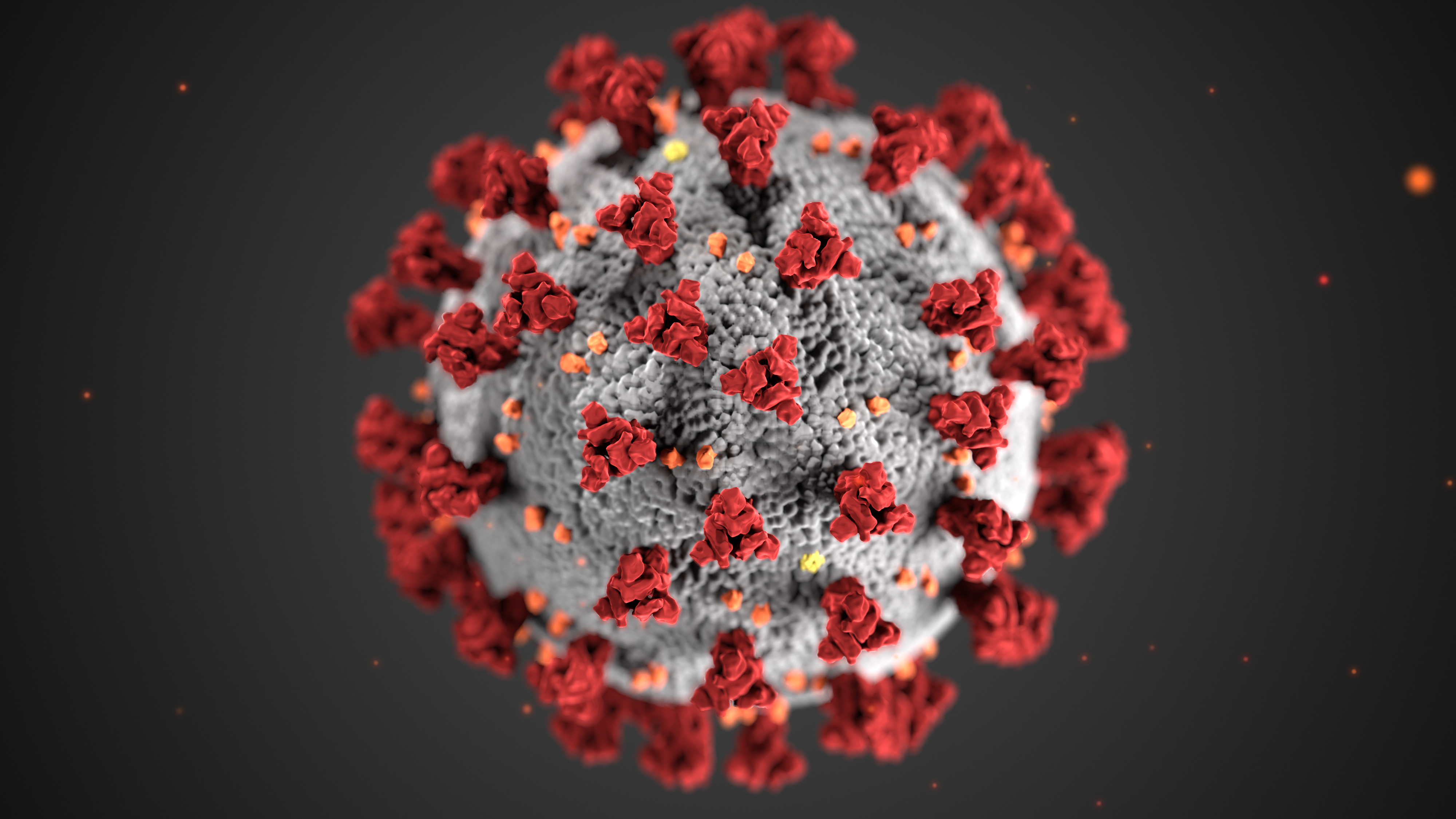
A SARS-CoV-2 koronavírus modellje, amerikai járványügyi központ (CDC). A koronavírus is egy fehérjeburok által körbevett RNS molekulából áll

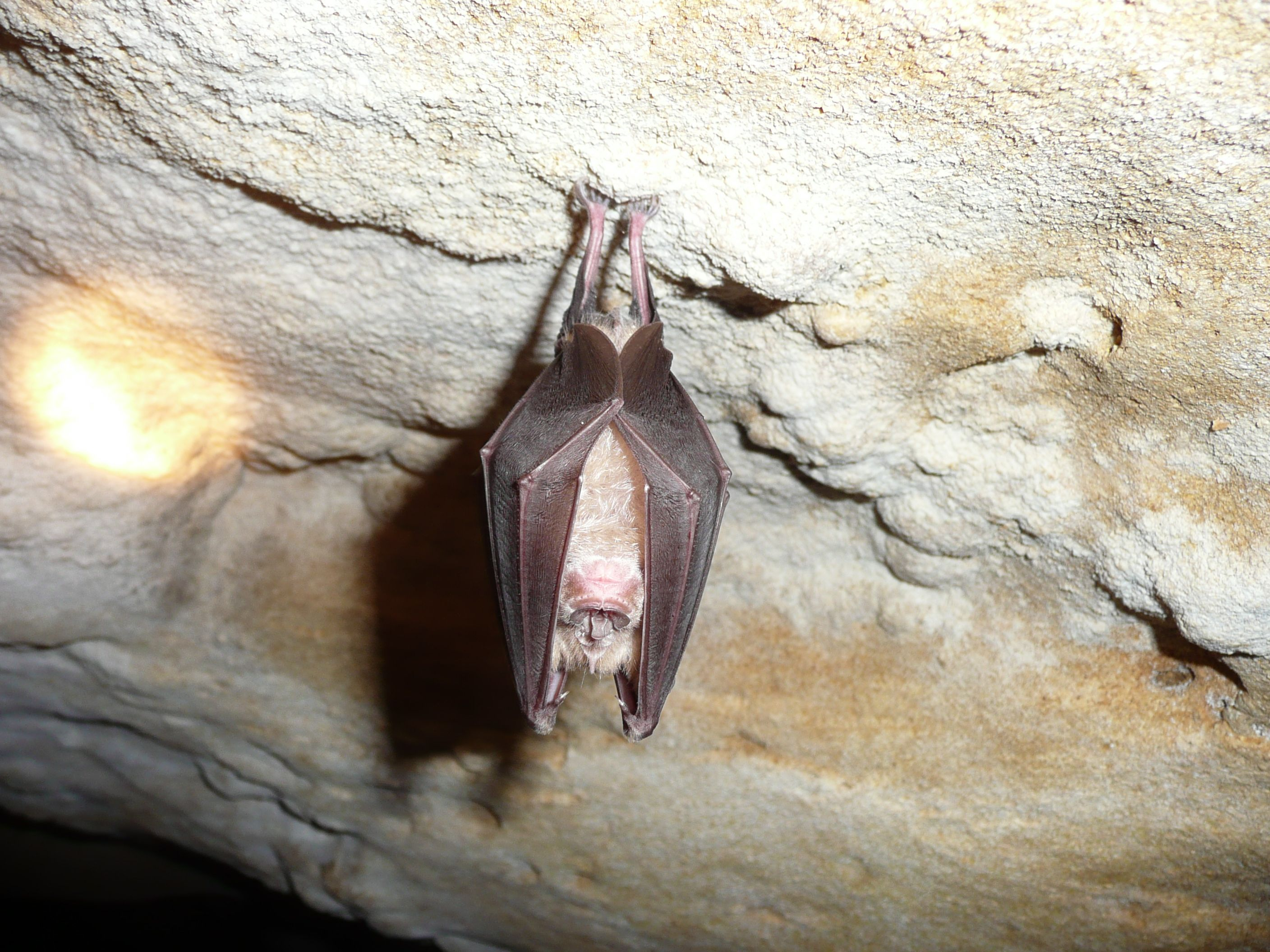
A Kínában is elterjedt nagy patkósdenevér, amelyben kínai tudósok 2013-ban izolálták a SARS-CoV koronavírust

A WHO február 11-én az ideiglenes 2019-nCoV után nevezte el a vírust SARS-CoV-2 névre, az általa okozott fertőző betegség neve Covid19 lett.
A vírus elsősorban szoros érintkezés esetén, vagy cseppfertőzéssel terjed. Az emberek a betegséget elkaphatják úgy is, hogy megérintik a szennyezett felületet, majd az arcukat. A tünetek megjelenése előtt, a lappangási idő alatt is terjedhet. A lappangási idő 2 és 14 nap között is lehet. Általános tünetek a láz, köhögés és légszomj. A szövődmények között szerepelhet tüdőgyulladás és akut légzési distressz szindróma. Nincs ismert oltás vagy specifikus antivirális kezelés. Az ajánlott megelőző intézkedések között szerepel a kézmosás, mivel a vírust szappan öli meg, amely eltörli a védőburkát. Egyéb ajánlások között szerepel a száj lefedése köhögés esetén, a másoktól való távolság megőrzése, valamint a fertőzést gyanító emberek megfigyelése és karanténba helyezése.
A kutatások azt mutatták ki, hogy a denevérek és az emberek közötti fertőzés során köztes gazdaszervezetek is lehetnek, és a kígyók voltak a legvalószínűbb vadon élő fertőző állatok. Később, a „The Lancet” tudományos folyóiratban megjelent egy tanulmány, amelyet több kínai intézmény kutatóinak egy nagy csoportja írt, részleteket közölt az első 41 kórházi ápolásban részesült betegről, akiknél megerősítették az új koronavírusnak, később Covid19 néven nevezett fertőzést. 2019. december 1-jén jelentek meg betegek a legkorábban, akiknek a halpiaccal volt kapcsolatuk. A szerzők szerint "Nem található epidemiológiai kapcsolat az első beteg és a későbbi esetek között". A kutatók adatai azt is mutatják, hogy a 41 esetből összesen 13-nak nincs kapcsolata a piaccal, ami nagy szám. Egy február 7-i sajtótájékoztatón a Dél-kínai Mezőgazdasági Egyetem és a Lingnan Kuangtung Modern Mezőgazdasági Laboratórium két kutatója, az állatokból és az emberekből vett koronavírusok genetikai összehasonlítása alapján, a tobzoskát azonosította a Covid19 fertőzést okozó koronavírus lehetséges forrásaként és potenciális közbenső gazdaszervezeteként. A tobzoska testének részeit felhasználják a különféle betegségek gyógyítására a hagyományos kínai gyógyászatban. James Wood, a Cambridge-i Egyetem állatorvostudományi tanszékének vezetője szerint azonban a kínai kutatók nem álltak elő meggyőző tudományos bizonyítékkal csak azzal, hogy ezer darab természetes környezetből vett mintában található örökítőanyag vizsgálata után, több mint 99 százalékos hasonlóságot észleltek a vírus RNS szekvenciájával, ez azonban nem elég a tudományos bizonyításra. A pontos forrás egyelőre még nem ismert.
A már ismert lefolyású SARS-járvánnyal ellentétben az új koronavírus a fertőződéstől a tünetek megjelenéséig is, a lappangási idő alatt is fertőz (ami igaz az ismert vírusok 95%-ára). Ez azt jelenti, hogy könnyebben és így gyorsabban terjedhet, mivel az emberek tovább képesek terjeszteni egymás között a betegséget, még mielőtt megtudnák, hogy valójában már betegek és megfertőződtek.
A gyorsan terjedő járványos megbetegedések lefolyásakor néhány esetben akut légúti distressz-szindróma (ARDS) is jelentkezett a betegeknél. A járvány gyors terjedéséhez nagyban hozzájárult, hogy kezdetben a fertőzéses esetek túlnyomó része dokumentálatlan és a társadalmi távolságtartás (social distancing) elégtelen volt. Egy tanulmány szerint az új koronavírus, a SARS-CoV-2 átlagos inkubációs periódusa körülbelül 5 nap. Összehasonlítva az influenzajárvány okozta megbetegedésekkel az új humán koronavírus-járvány fertőzési képessége és a halálozási aránya is többszöröse az influenzáénak, főleg 70 év feletti emberek esetében. Olaszországi adatok szerint a nyolcvan év fölötti betegeknél 15 százalékos a halálozási ráta.
Kínai kutatók szerint a vírusok folyamatosan mutálódnak, de a legtöbb változás csekély hatással van a vírus viselkedésére. Más mutációk megváltoztathatják a biológiai tulajdonságokat, lehetővé téve számukra, hogy alkalmazkodjanak a különböző környezethez. A vírusfejlődés valószínűleg megtörtént a különböző személyek közötti átadás során. Február 19-én azonban a hatóságok azt jelentették, hogy a vírus legfrissebb megfigyelése alapján nem találtak mutációt, mert a különféle koronavírusminták genomszekvenciája majdnem azonos.
Március elején a Pekingi Egyetem és a sanghaji Pasteur Intézet kutatói a koronavírusról azt állapították meg, hogy a járvány kitörése alatt a SARS-CoV-2 két vírustörzsre vált szét, és az egyik törzs sokkal agresszívebb a másiknál.
Március 5-én járványügyi kutatók szerint a SARS-CoV-2, a Covid19-betegséget okozó koronavírus alap szaporodási ráta (R0) értéke körülbelül 2,2-re becsülhető, vagyis egyetlen fertőzött személy átlagosan körülbelül 2,2 másik személyt fertőz meg. Összehasonlításképpen: az influenza R0 értéke 1,3. Mindaddig, amíg az R0 értéke 1,0 alá nem csökken, a járvány tovább terjed, ellenkező esetben a járvány hosszú távon elhal. A tapasztalatok szerint a teszteléssel történő tömeges szűrés és a szociális elkülönítése lassíthatja a járvány terjedését.
A WHO március 17-én kiadott jelentése szerint, a bizonyított betegek esetei alapján, a betegség mintegy 3–4 százaléka végződik halállal, ami jóval magasabb, mint a szezonális influenza 1 százalék alatti halálozási rátája. Az időskorúak és a más betegségben is szenvedők a legveszélyeztetettebbek.

## Védekezés és oltás
Az új SARS-CoV-2 koronavírus-fertőzés ellen védekezni a hagyományos védekezési módszerekkel, alapvető higiéniai szabályok betartásával, önkéntes elkülönüléssel és gyakori kézmosással, alkohol- és hidrogén peroxid tartalmú fertőtlenítőszerek használatával lehet. A WHO által ajánlott készítményeket el lehet készíteni olyan távoli helyeken, ahol a kereskedelemben kapható kéztisztítószerek nem állnak rendelkezésre. Az ilyen régiókban a hígított hidrogén-peroxid helyi szintézise óriási jelentőséggel bír. Korábbi laborvizsgálatok illetve friss elméleti vizsgálatok eredményei szerint a benzoesav származékai hatékonyan inhibálják a koronavírus fejlődését.
A betegség megelőzéséhez több vakcinát is kifejlesztettek, többek között a Pfizer/BioNTech, a Moderna, az AstraZeneca, a Szputnyik vakcinái is elérhetőek már 2021 februárjában, ezen felül pedig számos más gyártó is dolgozik vakcinafejlesztésen. Az Egyesült Királyságban 2020. december 8-án kezdték meg az oltást a Pfizer vakcinájával, a világon elsőként. Magyarországon 2020. december 26-án kezdték el az egészségügyi dolgozók oltását.

## Járványügyi előzmények
Arnaud Fontanet a párizsi Pasteur Intézet (Institut Pasteur) vezetője szerint a "globális egészség" fogalma először a 20. században jelent meg. Arra a gondolatra épül, hogy az egészséget egészében kell figyelembe venni: az emberi, állati és környezeti egészség szorosan kapcsolódik egymáshoz ("egy egészség"), ami interdiszciplináris tudományos megközelítést igényel globális szinten.
A közegészség-védelem problémája a bekövetkezett több halálos járvány – például a 2003-as súlyos akut légzőszervi szindróma (SARS) járvány, a 2009-es H1N1-pandémia és a 2011-es németországi E. coli-járvány – kapcsán a nemzetközi közösség és az Európai Unió figyelmének előterébe került. 2013-ban elfogadták a határokon átterjedő súlyos egészségügyi veszélyekről szóló határozatot. 
A SARS betegség fertőző ágensének a tudósok szerint a cibetmacskafélék és a denevérek a természetes vírusgazdái, a szakértők 2003-ban arra figyelmeztettek, hogy a SARS ismét felütheti a fejét és globális fenyegetéssé válhat. Kínát nemzetközi bírálatok érték amiatt, hogy nem figyelmeztette a világot a SARS veszélyeire már az első esetnél, amelyet 2002 végén diagnosztizáltak.
Agnès Buzyn francia egészségügyi miniszter szerint az új és ismeretlen kínai vírusos tüdőgyulladás járványnak eddig két modellje létezett, az amely nem nagyon fertőző, de halálos megbetegdést okozhat, mint a MERS vagy a SARS. Ezeknek a járványoknak 30 és 10%-os a halálozási arányuk. A másik modell az influenza, amely nagyon fertőző, de nem olyan magas a halálozási aránya.

## A járvány kezelése

### Kína

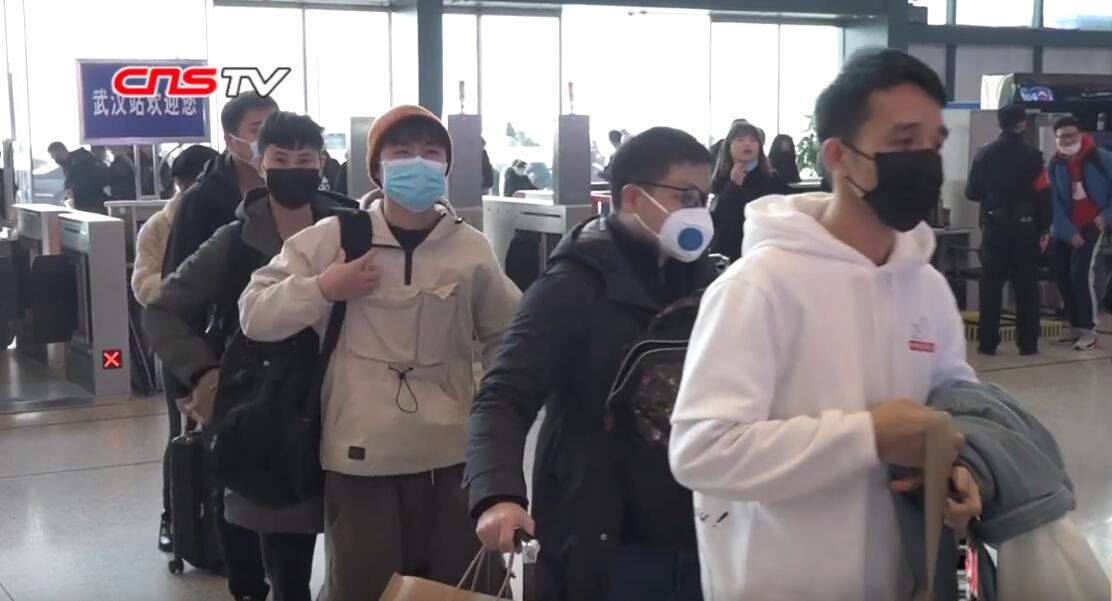
Utasok sorban várják a testhőmérsékletük vizsgálatát a vuhani vasútállomáson, 2020. január 24-én, sok nagyvárosban a tömegközlekedés igénybevétele csak a testhőmérséklet mérés tűrése és maszk viseletét követően vált engedélyezetté

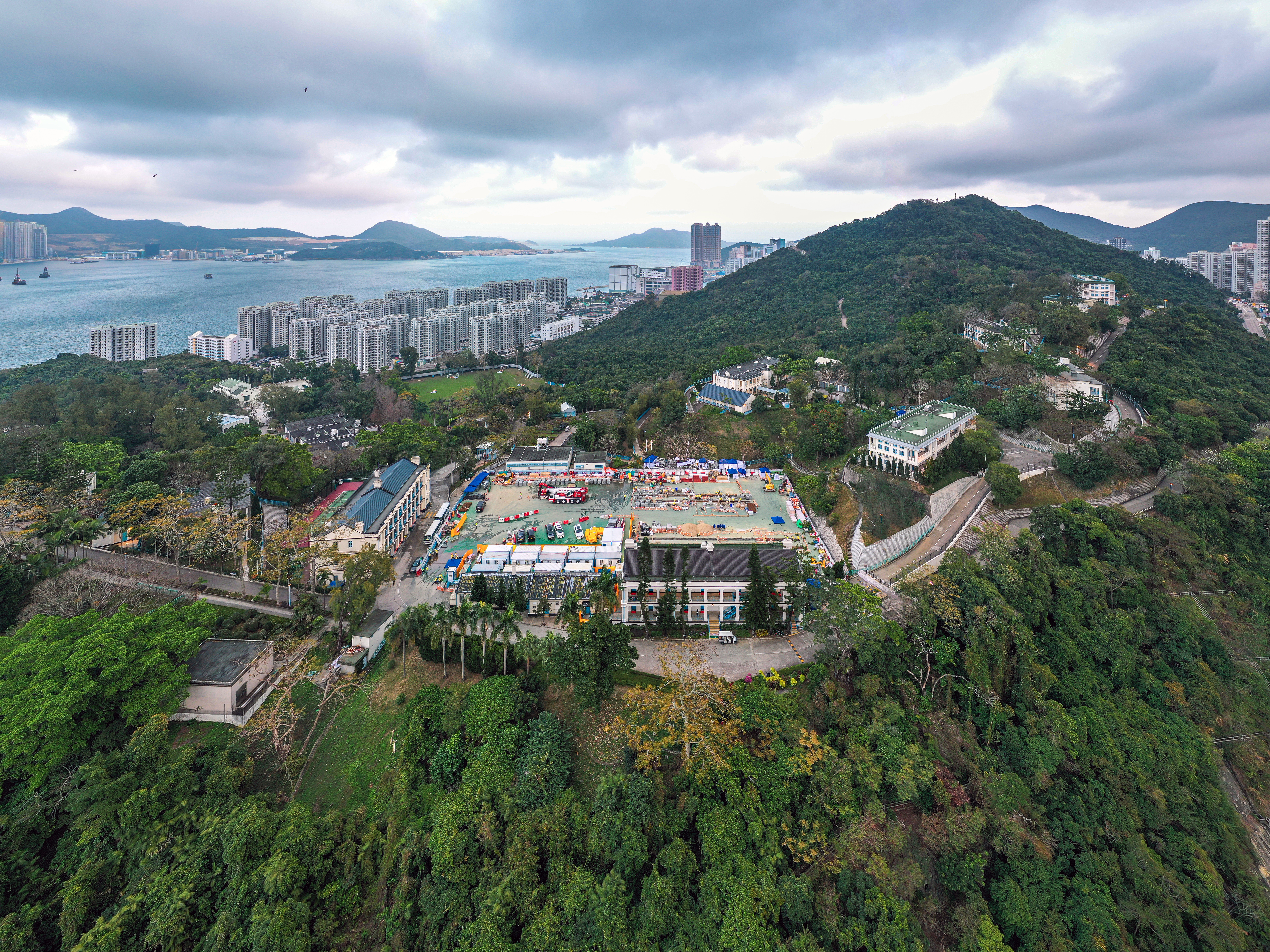
Hongkong legnagyobb karanténját teljes sebességgel építik, a fertőzött betegek elszigetelésének szükségessége a koronavírus kitörése közepette növekszik

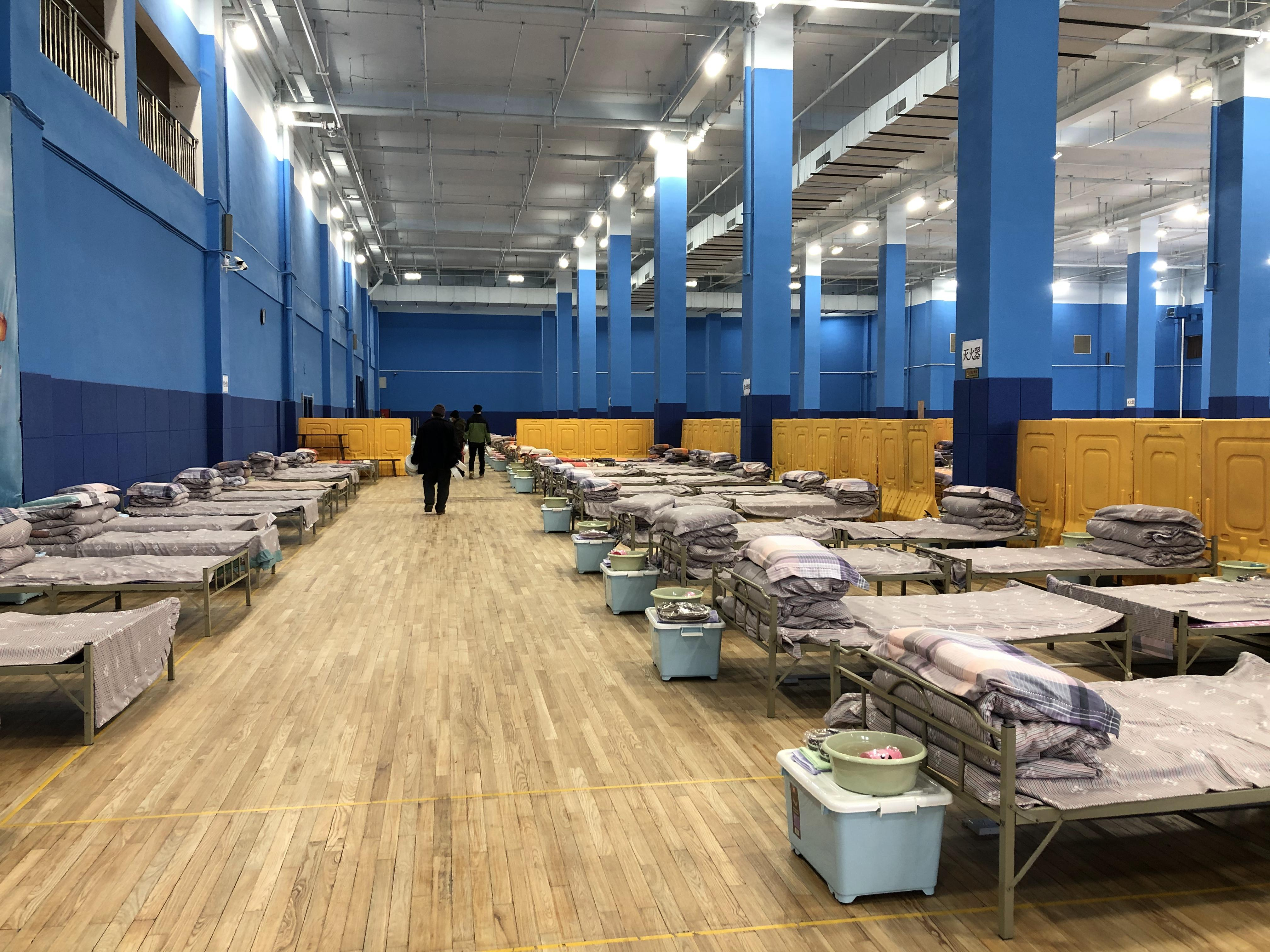
Vuhan városában a karanténban négyszögletes kabin-kórtermeket alakítottak ki a fertőzött emberek központosított kezelésére

A kínai hatóságok védőintézkedéseket hoztak az új koronavírus széles körű és példátlan kitörése és terjedése miatt, amely szélsőséges esetekben halált is okozhat. A kínai falvakat permeteződrónokkal fertőtlenítették, hogy megakadályozzák a koronavírus terjedését. A hatóságok elrendelték, hogy két kórházat kell építeni, az építés alatt álló kórházakat pedig, a kínai néphit tűz és mennydörgés isteneiről (kínaiul:“雷神山” és “火神山”) kell elnevezni. A két új kórház (火神山医院 magyarul Tűzisten hegye és a 雷神山医院) tíznapos non-stop munkával elkészült. 2020. február 5-én megjelent az első koronavírus által okozott tüdőgyulladás elleni védekezés kézikönyve is Kínában (《协和新型冠状病毒肺炎防护手册》). PDF-formátumú nyomtatott fájlokat és kapcsolódó szolgáltatásokat nyújtanak ingyenesen. Különféle praktikus ismereteket közöltek a tájékoztatókon, mint például, hogy az új emberi koronavírus hőérzékeny és 56 °C hőmérsékleten 30 perc alatt inaktiválható, 75%-os alkoholos, peroxiecetsav és klórtartalmú fertőtlenítőszerekkel hatékonyan elpusztítható.
Február 18-án a kínai állami média arról számolt be, hogy azokat az orvosokat és ápolókat, akik a járvány kitörése közben lelik halálukat a vírus okozta betegségben, hivatalosan mártíroknak nevezik.
Baktériumölő robotok segítenek egy vuhani kórházban a koronavírusos betegek diagnosztizálásában. A robot UV-fénnyel fertőtleníti a keresztszennyeződés elkerülése érdekében minden használat után a CT szkennerét. Az ultraibolya fényben a dán robotok képesek önállóan fertőtleníteni és megölni a vírusokat és a baktériumokat, hatékonyan korlátozva a koronavírusok terjedését anélkül, hogy a kórházi személyzet ki lenne téve a fertőzés kockázatának.
A WHO figyelmeztetett, hogy az UV lámpákat nem szabad a kéz vagy a bőr más részeinek sterilizálására használni, mivel az ibolyántúli sugárzás bőrirritációt okozhat.
A dél-kínai Sencsen városvezetése csak kilenc húsféle – köztük sertés, csirke, marha, nyúl és halak – legális kereskedelmét és fogyasztását kívánja engedélyezni a koronavírus járvány lezajlását követően. A benyújtott javaslat indoklása az volt, hogy a vadon élő állatok fogyasztásának betiltása a fejlett országokban általános gyakorlat, és a modern civilizáció általános követelménye.
A kínai Nemzeti Egészségügyi Bizottság adatai szerint, március elejéig több mint 3300 egészségügyi dolgozó fertőzödött meg és február végéig legalább 22 halt meg.
Március 19. és 21. között, egymást követő három napon keresztül nem tapasztaltak kínai területen előforduló újabb koronavírusos megbetegedést. Március 21–22-én pedig már 91 százalékkal nőtt a belföldi turisták száma az előző hétvégi adatokhoz képest.

### A világon

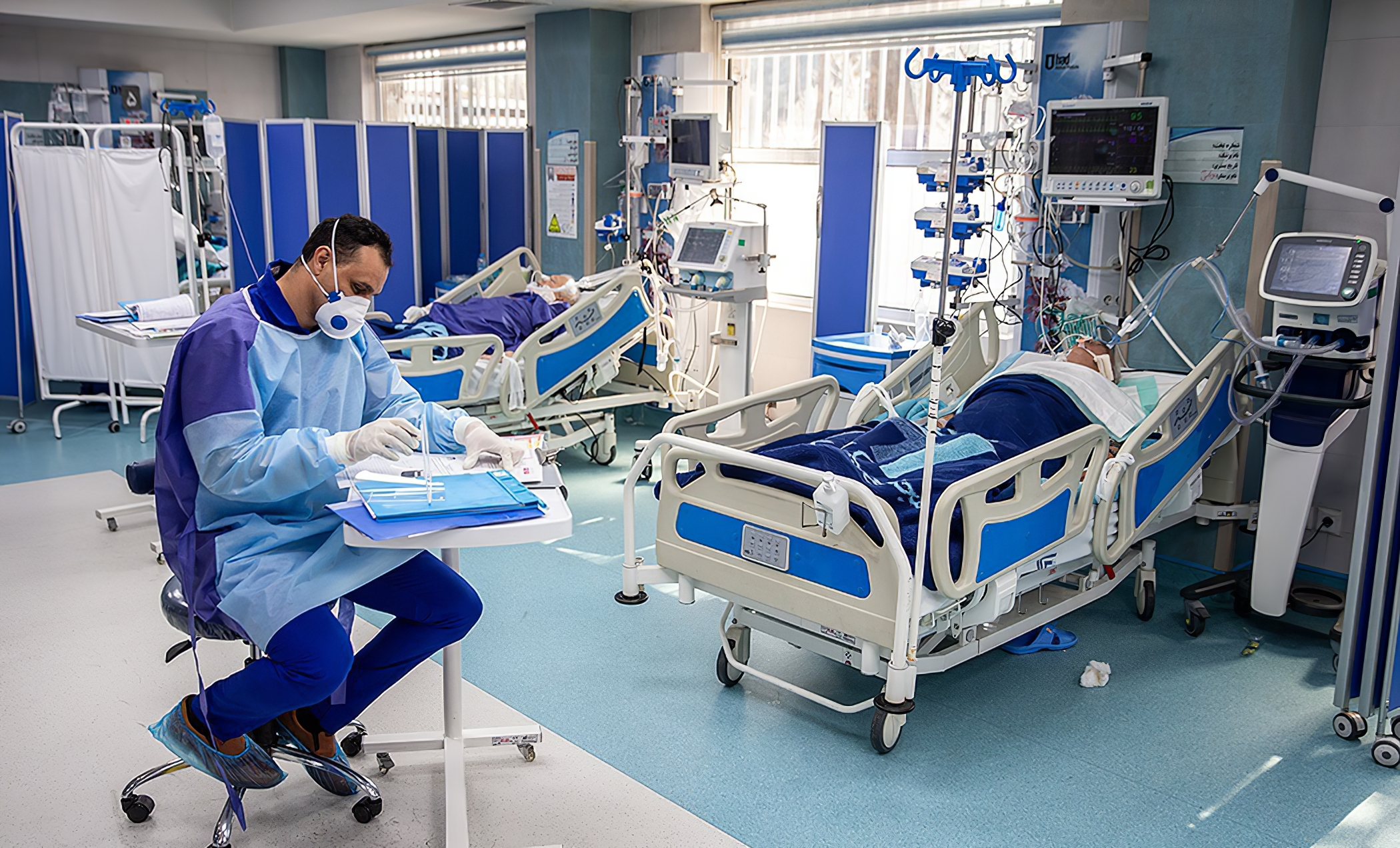
Koronavírusos betegek március 1-én az Imam Khomeini Kórházban, Teherán, Irán

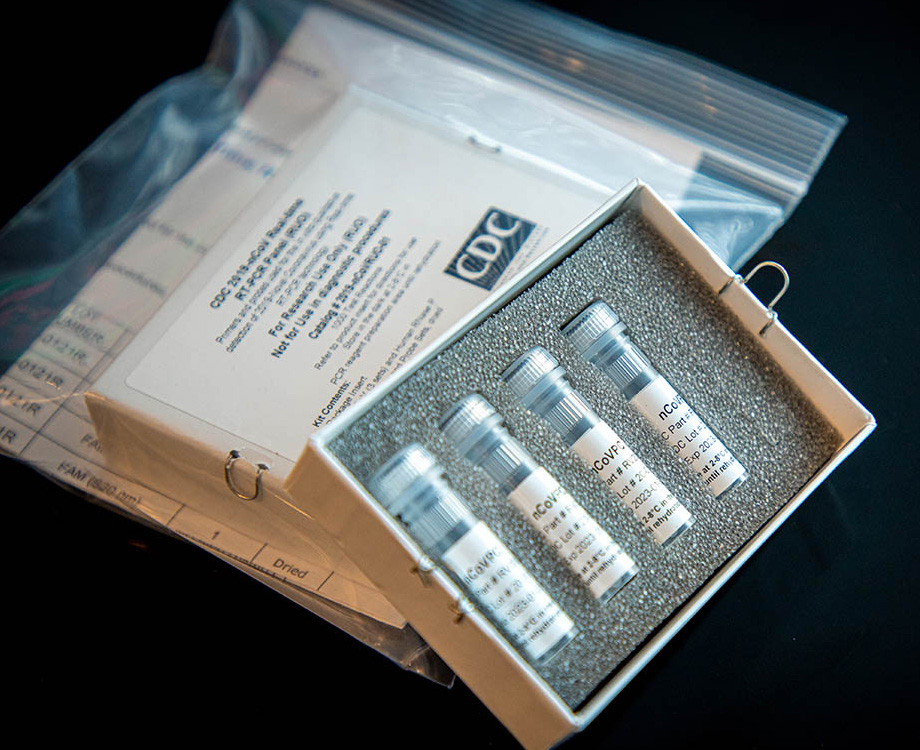
Az amerikai járványügyi központ (CDC) 2004-ben valós idejű reverz transzkripció–polimeráz-láncreakció (RT-PCR) vizsgálatot fejlesztett ki a súlyos akut légzőszervi szindrómával társult SARS-CoV koronavírus gyors kimutatására Az Egyesült Államok Élelmezési és Gyógyszerészeti Igazgatósága (FDA) 2020. február 4-én kiadta a sürgősségi felhasználásra vonatkozó engedélyt (EUA) a SARS-CoV-2 koronavírus tesztelésére is

Január 30-án a WHO életbe léptette a világméretű egészségügyi vészhelyzetet. Dr. Mike Ryan, az Egészségügyi Világszervezet (WHO) vészhelyzeti programjának vezetője elmondta, hogy kétségbe vonta azt a jelentést, miszerint a fertőzött személyek fertőzőek, mielőtt a tünetek megjelennének náluk.
A kínai állami hírügynökség tudósítása szerint február 7-én Hszi Csin-ping kínai elnök telefonon egyeztetett Donald Trump amerikai elnökkel a járványügyi helyzetről. Új-Kaledónia egyik szigetén (l'île des Pins) február 7-én úgy döntöttek, hogy nem engedélyezik az óceánjárók kikötését.
Február 8-án újabb fertőzött személyeket találtak Franciaországban egy síparadicsomban. Mindnyájan brit állampolgárok voltak, akik egy Szingapúrból hazatért ismerősüktől kapták el, akivel ugyanabban a faházban laktak.
Az Egészségügyi Világszervezet (WHO) főigazgatója azt nyilatkozta február 10-én, hogy a Franciaországban és az Egyesült Királyságban megjelent néhány koronavírus-eset „az a szikra lehet, amely nagyobb tüzet válthat ki”.
A február elején végzett helyzetértékelés miatt Svájcban nincs korlátozás a belépésre. Az összes gyanús esetet azonban vizsgálják a diagnosztikai laboratóriumokban. Ha a laboratórium megerősíti a koronavírus-fertőzést, akkor azokat a személyeket, akik kapcsolatba kerültek a beteggel azokat az egészségügyi hatóságok értesítik a kockázatukról.
„Fel kell készülnünk arra, hogy ez a különös járvány világjárvány lesz” – figyelmeztetetett január 28-án Gabriel Leung, a Hongkongi Egyetem (HKU) kutatócsoportjának vezetője.
Az Afrikai Unió 15 szakértője részt vett a szenegáli Dakarban, a SARS-COV-2 laboratóriumi diagnosztizálásával kapcsolatos képzésen. A WHO Etiópiában és más afrikai országokban is támogatja a fertőzött betegek elkülönítésével, kezelésével és gondozásával kapcsolatos képzéseket.
A Covid19-betegséget okozó vírus észlelésére reagálva, a WHO európai régiójának országai nemzeti terveket hajtanak végre, annak érdekében, hogy az egészségügyi és egyéb rendszerek ne csak felkészüljenek, hanem készek legyenek reagálni a vírus újabb behurcolására. Ez azt jelenti, hogy a közegészségügyi tisztviselők gyorsan reagálnak a gyanús esetek bejelentésére és azonosíthatják a magas kockázatú személyes kapcsolatokat. A kórházak rendelkeznek a szükséges felszerelésekkel és útmutatásokkal az esetek kezeléséhez, miközben az egészségügyi dolgozókat és más betegeket megóvják a fertőzéstől, és a nyilvánosság megérti a koronavírus által jelentett biológiai kockázat magas szintjét és az annak minimalizálását biztosító rendelkezéseket.
A Jerusalem Post 2020. február 16-án arról számolt be, hogy több százan imákat és zsoltárokat mondtak a jeruzsálemi Siratófalnál, ahol énekeltek, táncoltak, és arra kérték Istent, segítsen megtalálni a gyógymódot a vírusfertőzés ellen.
Oroszországban a hatóság visszavitetett a kórházba egy helyi lakost, aki megszökött a karanténból, ahová koronavírus-fertőzés gyanújával helyezték. Az eset kapcsán Anna Popova, az orosz fogyasztóvédelmi felügyelet (Roszpotrebnadzor) vezetője, Oroszország tisztifőorvosa parlamenti meghallgatásán szorgalmazta a karantén-előírások megszegéséért való felelősségre vonás megszigorítását. Oroszország február 18-án fokozta az egészségügyi kockázat kezelésére irányuló intézkedéseket, ideértve a legtöbb belépési pont bezárását 4200 kilométer hosszú határán. A Cseljabinszki terület hatóságai Moszkvától 1500 kilométerre keletre visszavonták egy karanténközpont felállításának terveit, miután a helyi lakosok élő pajzsot vontak a kínai állampolgárok belépésének megakadályozására. Vlagyimir Putyin orosz elnök javasolta azoknak a gyógyszertáraknak az engedélyét megsemmisíteni, amelyek a koronavírus-járvány közepette felemelik a koronavírus-fertőzés ellen részben védő, megfelelő pórusméretű arcmaszkok árát.
Miután február 23-án az Olaszországból Ausztriába tartó Eurocity 86-os vonaton két koronavírus-gyanús beteget is találtak, az osztrák hatóságok felfüggesztették a vasúti átkelést a két állam közös határán.
Február 25-én Svájcban is megjelent a koronavírus-fertőzés: Ticino kantonban, az olasz határnál. A kormány előzőleg kijelentette, hogy fokozta az influenza-szerű tüneteket mutató betegek tesztelését, és azon dolgozik, hogy minden határátkelőhelyen tudatosítsa az éberséget. Angliában figyelmeztették a brit családokat, hogy valószínűleg karanténba kell helyezni a polgárokat és globális világjárvány (pandémia) esetén csökken a szállítási szolgáltatások kapacitása.

Az Amerikai Egyesült Államok fertőzöttsége
1– igazolt eset
– igazolt eset
– igazolt eset
– igazolt eset
– igazolt eset
vagy több igazolt eset

Covid19-esetek Massachusetts államban korcsoportok szerint 2020. március 23-ig

Trump elnök március 20-án katasztrófa sújtotta területté nyilvánította New York államot.
A világjárvány egyik gócpontja 2020 márciusára áthelyeződött az Európai Unió államaiba, ahol szinte minden országban különleges élethelyzetet okozott.
Március 20-án Tedrosz Adhanom Gebrejeszusz, az Egészségügyi Világszervezet (WHO) főigazgatója a virtuális sajtótájékoztatóján üzent a világ minden polgárához: „Világszerte szembesülni kell azzal a ténnyel, hogy az új típusú koronavírus nemcsak az időseket, de a fiatalokat is megbetegítheti, vagy akár meg is ölheti.”
Március 23-án Genfben a FIFA és az Egészségügyi Világszervezet képviselői összefogtak a Covid19-betegség és a pandémia leküzdésére, ezért egy új figyelemfelhívó kampányt indítottak, amelyet világhírű labdarúgók vezetnek, akik felszólítják a világon élő embereket, hogy tartsanak be öt kulcsfontosságú szabályt cseppfertőzés és a vírus terjedése ellen:
- kézmosás
- köhögési etikett[191]
- az arcot nem szabad megérinteni
- az egymástól való kellő fizikai távolságot be kell tartani
- aki rosszul érzi magát az maradjon otthon[192]

Március 25-én New York állam kormányzója kritizálta az országos katasztrófaelhárítási ügynökséget és az amerikai elnököt, hogy mindössze 400 darab lélegeztetőgépet küldtek New York államnak.
Angela Merkel német kancellár szerint a kínai gócpontból kialakult és az egész világra kiterjedt járványt le kell lassítani. Mivel nincs védőoltás a vírus ellen és nincs gyógymód az új koronavírus okozta szövődményes (vírusos szövetközi tüdőgyulladás) megbetegedésre, ezért időt kell nyerjenek a kutatók és orvosok hogy az egészségügyi rendszerek kezelni tudják a nagyszámú beteget.
Nemzetközi tapasztalatok szerint, amíg nincs hatékony védőoltás vagy sikeres klinikai terápia, a pandémia megfékezésére csak akkor teremtődik lehetőség, ha a világ államai biztosítják a viszonylag drága tömeges szűrést és az érintettek teljes elkülönítését. A WHO egyértelmű tudományos hátterű utasítása, hogy a lehető legtöbb embert kell tesztelni a koronavírusra, a pozitív eseteket azonnal el kell különíteni, a kontaktjaikat fel kell deríteni, majd őket is tesztelni kell, a fertőzötteket közülük újra el kell különíteni, mindaddig, amíg csak találnak fertőzöttet.

### Magyarország

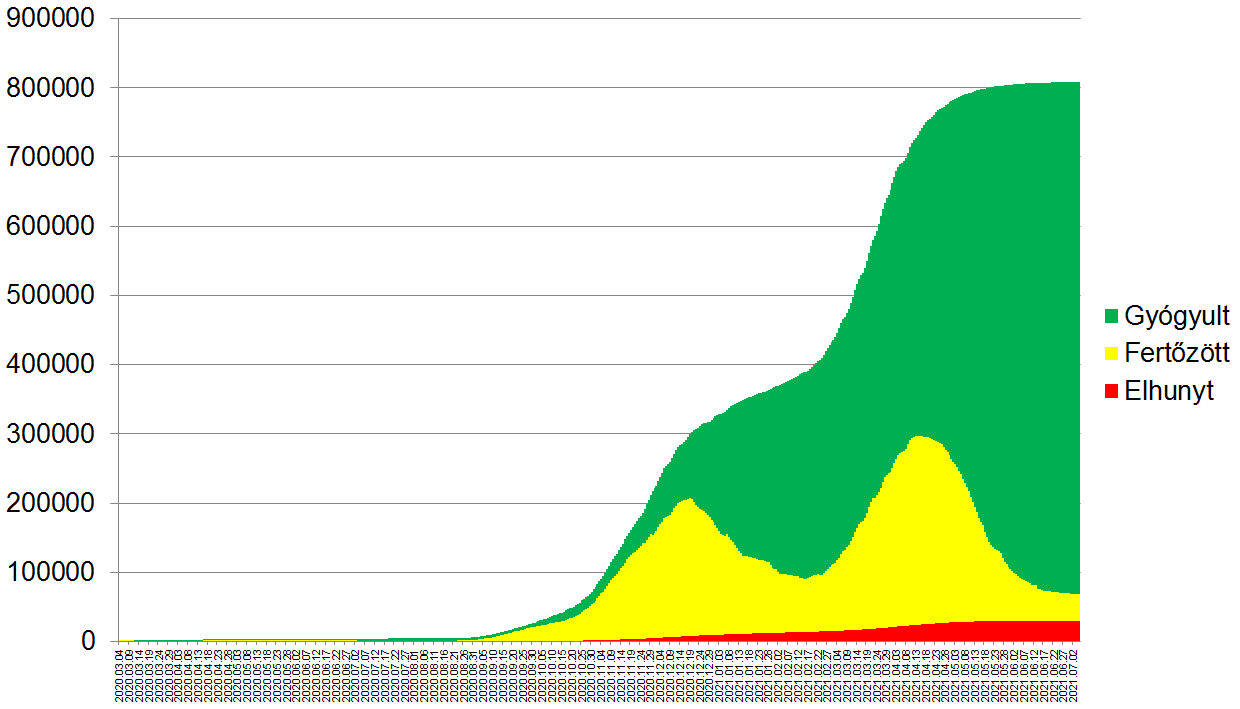
A magyarországi Covid19-járvány esetszámai 2021 júliusáig

A magyar kormány operatív törzset hozott létre az új koronavírus elleni küzdelem érdekében, amelynek a koronavirus.gov.hu című honlapján hiteles és naprakész információkat talál az érdeklődő a hatósági intézkedésekről.
A Nemzeti Népegészségügyi Központ (NNK), 2020. január 24-én kiadott közleményében az jelent meg, hogy fokozottan figyelemmel kísérik az új koronavírus-járványt, és amint indokolttá válik, megteszik a szükséges intézkedéseket. A Kormány által felállított Koronavírus-járvány Elleni Védekezésért Felelős Operatív Törzs 2020. január 31-én döntött az akciótervéről.
Március 4-én bejelentették, hogy elindult a hivatalos koronavirus.gov.hu weboldal, ahol hiteles és naprakész információkat kaphat a magyar közvélemény az operatív törzstől. Az operatív törzs hivatalos weboldalán ezt követően megjelent, hogy az igazoltan új koronavírussal fertőzöttek száma Magyarországon 2 személy, karanténban új koronavírus gyanúja miatt elkülönítettek száma 17 személy. Egyidejűleg Orbán Viktor Facebook oldalán a miniszterelnök is bejelentette a járványügyi változás tényét. Március 11-én Gulyás Gergely, a miniszterelnökséget vezető miniszter bejelentette, hogy a Kormány döntött az országos veszélyhelyzet bevezetéséről. Az első magyar beteg, aki meghalt a betegségben március 15-én egy 75 éves férfi volt. Március 28-ától kijárási korlátozásokat vezettek be.

## A járvány idővonala

### 2020. január
A SARS-CoV-2 koronavírus képes emberről emberre (cseppfertőzéssel) terjedni, de nem csak ez az új vírus erőssége, a mutációi során más képességre is szert tehet, azonban még további információkra van szükség a fertőzés átviteli módjának és a betegség teljes klinikai megismeréséhez. Az Egészségügyi Világszervezet (WHO) által SARS-CoV-2-nek elnevezett új koronavírust, a vírus RNS-genom szekvenálásával határozták meg. Sok megbetegedett ember vadon élő állatokkal érintkezett a nagyváros Huanan nevű tengeri állatokat is árusító nagykereskedelmi piacán, ahol baromfit, kígyót, denevéreket és egyéb haszonállatokat is értékesítettek. Gyengébb immunrendszerűek esetében (például újszülötteknél vagy időseknél) a vírus befolyásolhatja az alsó légutakat és a megbetegedés a közönséges meghűléstől az atípusos tüdőgyulladásig terjedhet, amely a súlyos akut légzőszervi szindrómához hasonlóan halállal is végződhet a jelentések szerint.

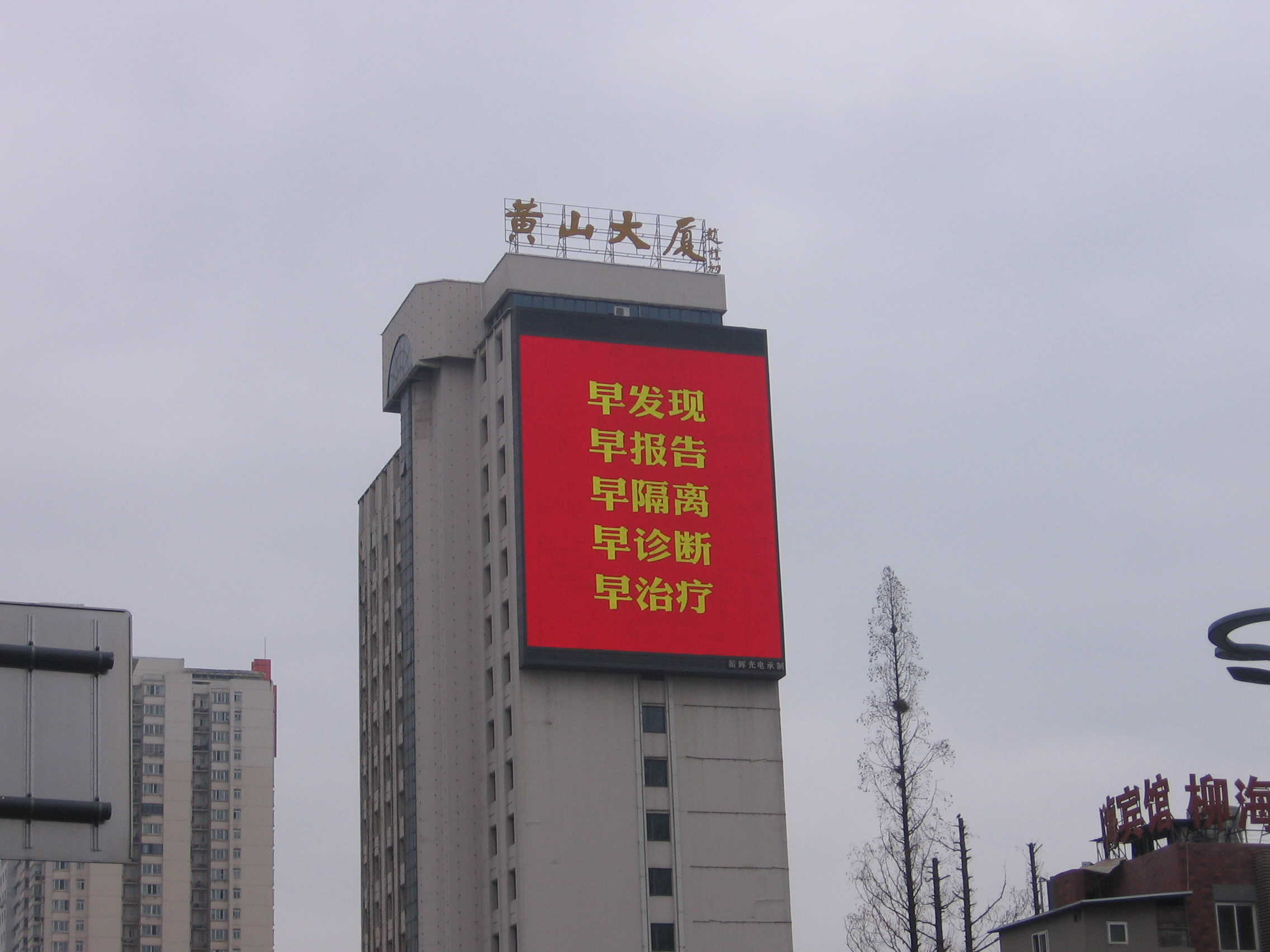
2020. január 10., óriási képernyő egy kínai felhőkarcolón jelszavakkal „早发现、早报告、早隔离、早诊断、早治疗” („korai észlelés, korai jelentés, korai izolálás, korai diagnózis, korai kezelés”)

Li Ko-csiang kínai miniszterelnök 2020. január 20-án határozott és hatékony erőfeszítéseket sürgetett az új koronavírus okozta tüdőgyulladásos-járvány megelőzése és ellenőrzése érdekében.
Január 21-éről 23-ára a halálos áldozatok száma 17-ről 26-ra, a fertőzötteké 470-ről 830-ra ugrott. A Népszava 2020. január 22-én publikálta, hogy a fertőző, súlyos tüdőgyulladást okozó vírus kijutott Kínából, az általa megbetegítettek száma pedig naponta megduplázódik.
Vuhan városát 2020. január 23-án karanténba zárták és lezárták a tömegközlekedést. A Magyar Hírlap című napilap tudósítása úgy ítélte meg a kialakult kínai gyilkos járványról szóló helyzetet, hogy „kicsi a valószínűsége, hogy a gyilkos koronavírus Európában is felbukkanjon”. Január 24-én az Európai Bizottság egészségügyért felelős biztosa azt nyilatkozta a sajtónak, hogy a kínai intézkedések megfékezték a koronavírus-járvány terjedését.
Január 24-én a vuhani hatóságok elhatározták és bejelentették, hogy hat napon belül felépítenek egy új kórházat, amely február 3-án használatra kész lesz. A speciális kórház 1000 ágyas lesz, és 25 000 négyzetméter lesz az alapterülete. A kórház modellje a Xiaotangshan Kórház, amely a 2003. évi SARS járvány kitörésekor készült, és amely mindössze hét nap alatt épült fel.

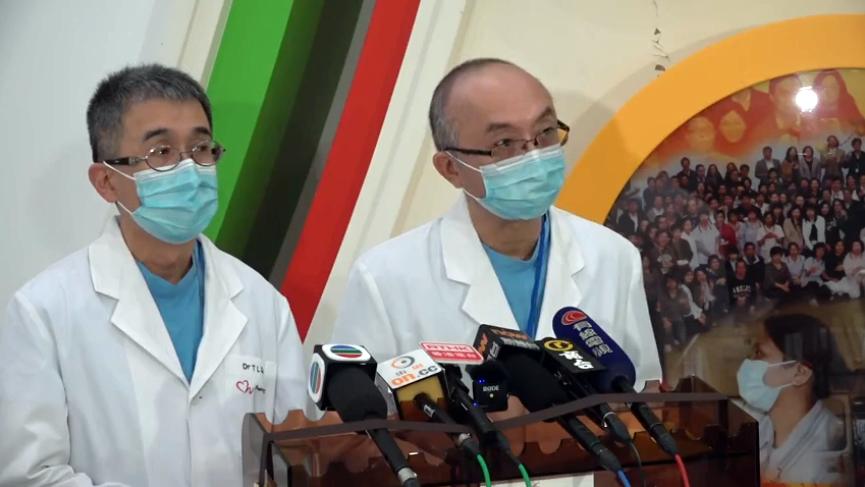
2020. január 25., A Tuen Mun Kórház Baleseti és Sürgősségi Osztálya nem rendelkezett megfelelő eszközökkel, amikor egy új típusú koronavírusos tüdőgyulladással megjelent női beteget fogadott és négy órán keresztül nem kezelt megfelelően, ezért az orvosok sajtótájékoztatón kértek elnézést az eset miatt

A hatóságok január 25-én bejelentették egy második speciális kórház terveit is, amely 1300 ágyas lesz. A befejezést "fél hónapon belül" tervezik. Egyesek aggodalmukat fejezték ki a közösségi média oldalain, mondván, hogy a hatóságok döntése egy újabb kórház felépítése ilyen kevés idő alatt azt mutatja, hogy a járvány következménye a vártnál sokkal súlyosabb lehet.
2020. január 24-ig 26 haláleset történt, mind Kínában és bebizonyosodott az emberről emberre terjedés. A széles körű tesztelés több mint 900 megerősített esetet tárt fel Kínában, közülük néhány egészségügyi dolgozó. Megerősített eseteket szintén jelentettek Thaiföldről, Dél-Koreából, Japánból, Tajvanból, Makaóból, Hongkongból, USA-ból, Vietnámból, Szingapúrból, Nepálból és Franciaországból.
A WHO 2020. január 23-án úgy döntött, hogy nem nyilvánítja a járványt nemzetközi jelentőségű közegészségügyi vészhelyzetnek. Azonban figyelmeztetett, hogy szélesebb körű járvány lehetséges Kína legfontosabb utazási szezonjában a kínai újév idején. Előre bejelentettek számos újévi rendezvény bezárását a vírustól való félelem miatt, ideértve a Tiltott Várost, a hagyományos templomi vásárokat és más ünnepi összejöveteleket. A megbetegedések számának hirtelen és rohamos növekedése kérdéseket vetett fel a vadonélő állatok kereskedelmével és a vírus terjedési és károsító képességével kapcsolatban: hogy a vírus hosszabb ideig terjed-e, mint azt korábban gondolták, és hogy a kitörés szuper-terjedő esemény lehet vagy sem.

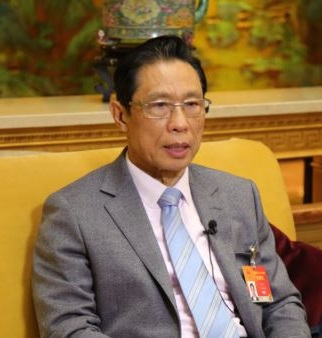
A képen Zhong Nanshan, a Kínai Mérnöki Akadémia akadémikusa, aki a Kínai Nemzeti Egészségügyi Bizottság magas szintű szakértői csoportjának vezetőjeként a vuhani kutatási csoport irányítója

Európában az első megerősített eseteket Franciaországban jelentették be, január 24-én. 
2020. január 25-én már 41 halálesetet jelentettek Kínában. 2020. január 25-én a kínai hatóságok kibővített karantén intézkedései Kína 18 városában mintegy 56 millió embert érintettek.
A kínai állami televízióban bejelentették, hogy a hatóságok január 28-án leállítják az összes csoportos utazást bel- és külföldre egyaránt, hogy meggátolják a koronavírus okozta járvány terjedését.
Kína egész területén január 25-én 688 új esetet diagnosztizáltak, a megerősített esetek száma 1975 fő, jelentette a kínai kormány január 26-án. A vuhani kórház személyzetének felnőtt pelenkát kellett viselnie, mert az ápolószemélyzetnek túl sok beteget kellett ápolnia, és nem volt ideje elvégezni a személyes szükségleteit sem. Az Amerikai Egyesült Államokban pedig a harmadik megbetegedést jelentették be.
Január 26-án Bécsben egy kínai légiutas-kísérőt a fertőzés gyanújával vettek kezelésbe, de róla már kiderült, nem ezzel a vírussal fertőződött meg. Az eset kapcsán Müller Cecília, a magyar országos tisztifőorvos hangsúlyozta, hogy kicsi az esélye a járvány kialakulásának Magyarországon.
Január 26-án Kínában a hatóságok bejelentették, hogy mindenkinek megtiltja a belépést Hongkongba, akik Hupej tartományban tartózkodtak az elmúlt 14 napban. Ezt akkor jelentették be, amikor a város jelezte a nyolcadik behozott fertőzéses esetet. Az összes beteg Vuhanban, Hupej tartományban tartózkodott a járvány kitörésének közepén, és a legtöbben nagysebességű vasúton érkeztek Hongkongba.
A kínai helyzetet közben az is súlyosbította, hogy tüntetők egy csoportja Hongkongban felgyújtotta egy új építésű lakóépület előcsarnokát, amelyet a hatóságok karanténként terveztek felhasználni a járványhelyzet kezelése során. A nyilvános tereken az emberek félelmei a koronavírus kitörése miatt fokozódtak.
Li Ko-csiang kínai miniszterelnök 2020. január 27-én Vuhanba utazott, hogy irányítsa az új koronavírus járvány megelőzésére és ellenőrzésére irányuló erőfeszítéseket. Ezen a napon a kínai egészségügyi hatóságok szerint az új koronavírussal igazoltan fertőzött betegek száma elérte a 2700 főt és a halottak száma 81-re módosult. A pekingi kormány fokozott intézkedéseket tett a járvány visszaszorítására, miután számos városban járványügyi zárlatot rendelt el, köztük Vuhanban is. A holdújév ünnepét február 2-ig meghosszabbították, ami késlelteti az iskolák újbóli megnyitását. Szintén 27-én Mongóliában lezárták a Kínával szomszédos határátkelőket.
Január 27-én megjelent egy videofelvétel a közösségi média felületeken, amelyen egy vuhani koronavírusos betegeket kezelő ápoló azt állítja, hogy 90 000 ember fertőzött már a hivatalos szervek által közölt 1975 körüli számmal szemben. A sajtójelentés szerint a járvánnyal foglalkozó különféle amatőr felvételeket törölték a Sina Weibo közösségi média csatornáról.

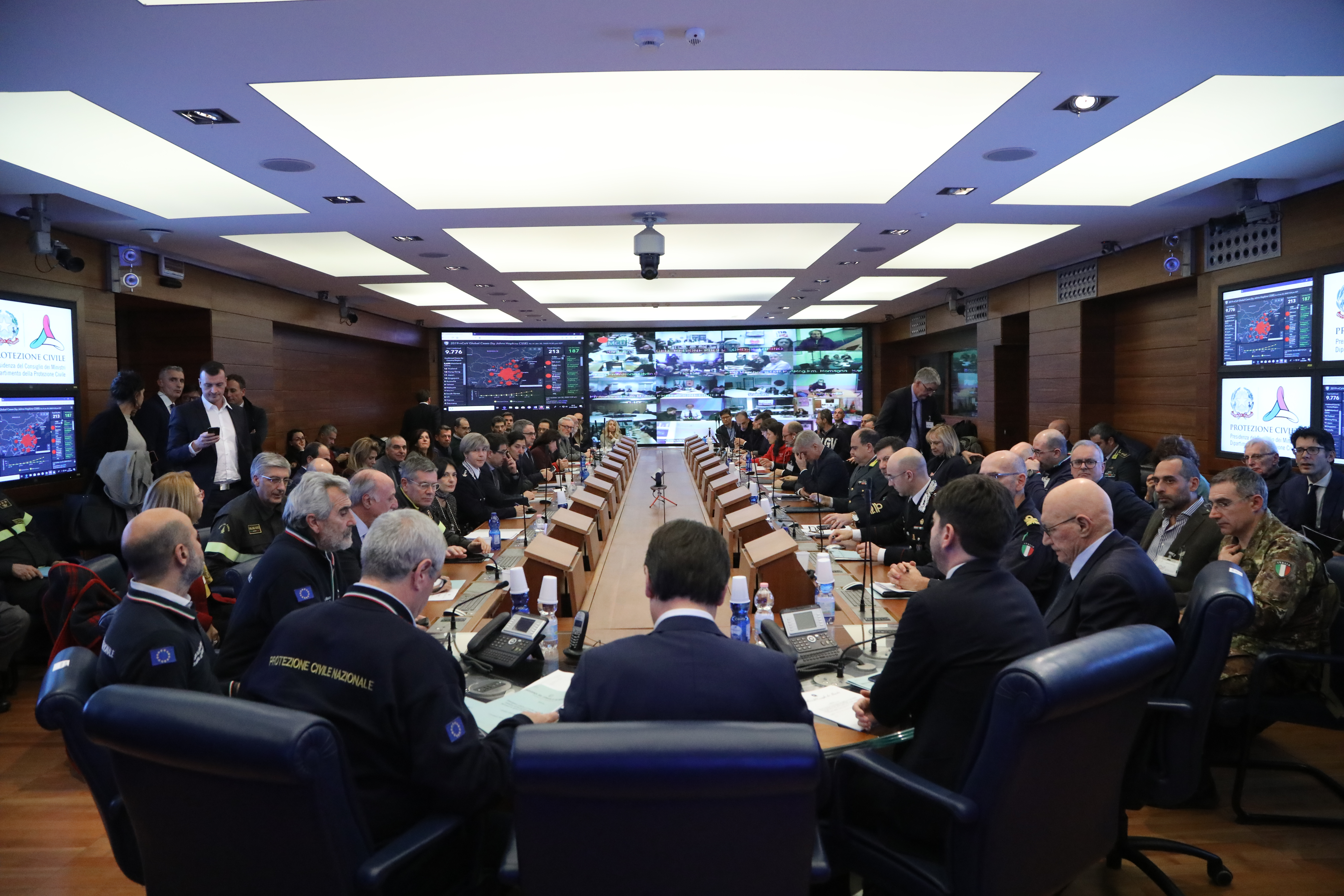
Giuseppe Conte az olasz Minisztertanács elnöke elnököl a koronavírus miatt bejelentett vészhelyzet után, a polgári védelmi operatív bizottság elnöke által összehívott értekezleten, 2020. január 31. Róma

A The New York Times január 28-án arról tudósított, hogy kutatók becslései szerint körülbelül 25 000 fertőzéses eset fordulhat elő, de a becslések változhatnak, mivel több esetet is jelentenek és a vírussal kapcsolatosan további információk is ismertté válnak majd.
Dr. Tedrosz Adamon Gebrejeszusz, az Egészségügyi Világszervezet (WHO) etiópiai származású főigazgatója és Hszi Csin-ping a Kínai Népköztársaság elnöke 2020. január 28-án Pekingben találkozott, ahol megosztották a legfrissebb információikat a Covid19-vírus által okozott járvány kitöréséről, és megismételték elkötelezettségüket annak ellenőrzése érdekében. Oroszország január 30-án ideiglenesen lezárta a Kínával közös vasúti útvonalait. A bejelentés azelőtt történt, hogy Kínában a teljes halálesetek száma 213-ra nőtt. Ez az előző nap bejelentett 170 halálesethez képest 25%-os növekedést jelent, ami kissé csökkent a az előző növekedéshez képest (29%). Két új koronavírus-fertőzött személyt azonosítottak Oroszországban – jelentette ki Tatyjana Golikova, a járvány elleni védekezést irányító törzset irányító orosz miniszterelnök-helyettes újságíróknak pénteken Moszkvában.
A vírus január 31-én felbukkant Oroszországban is, két kínai állampolgáron heveny légúti fertőzéses megbetegedést észleltek.
A vírus által sújtott Vuhanból Dél-Koreába tartó bérelhető járaton január 31-én, tizennyolc utas a láz jeleit mutatta, ezért a Gimpo nemzetközi repülőtéren történő leszállás után, kórházakba vitték őket ellenőrzésre. Az Európai Betegségmegelőzési és Járványvédelmi Központ (ECDC) január 31-én azt közölte, hogy nem túl hatékony a koronavírus által érintett kínai városokból érkező utasok vizsgálata.

### 2020. február
Február 2-án a jelentések szerint Kínában az országos szintű fertőzéses esetek száma 14 380 volt, az összes halálesetek száma pedig 304. Minden haláleset Hupej tartományban történt. A tartományban kimutatott 9 074 eset közül 1188 súlyos állapotban, 444 pedig kritikus állapotú volt.
Hongkongi kórházi dolgozók sztrájkba kezdtek amiatt, hogy arra kényszerítsék a kínai kormányt, hogy teljes mértékben zárja le Kína szárazföldi határait, mivel a területén halálos koronavírus járvány jelentkezett. Figyelembe véve, hogy a vírus milyen gyorsan terjed, aggódnak amiatt, hogy a hongkongi kormány vonakodik értelmes lépéseket tenni a közelgő járvány kitörése ellen." Február 2-án délután megérkezett a francia állampolgárokat és másokat Kínából evakuáló, magyarokat is szállító repülőgép, a koronavírus központjának számító Vuhanból a dél-franciaországi Istres katonai repülőtérre. Az MTI szerint a két orvosi vizsgálaton is átesett egészséges magyar utast, a Magyar Honvédség repülője szállította Budapestre. Ugyanaznap folytatódott a külföldiek kimenekítése Kínából, több brit állampolgár repült vissza az Egyesült Királyságba Vuhanból, az új koronavírus-kitörés központjából. Tizenegy brit érkezett a Brit Királyi Légierő RAF Brize Norton támaszpontjára, miután korábban egy francia repülőgép Marseille-be szállította őket Kínából. A brit állampolgárok ugyanabba a kórházba kerültek, ahová előzőleg már 83 másik brit személyt is evakuáltak és akiket két hétre karanténba vittek. Február 3-án Vuhanban megnyitották a tíz nap alatt felépült 1000 ágyas járványkórházat.
A Hvg.hu február 3-án megjelent cikkében arról írt, hogy nem engedik be Izrael területére azokat, akik az előző két hétben Kínában jártak.
A Reuters hírügynökség február 4-én azt jelentette, hogy egy belga személy, akit 2-án kimenekítettek és hazatelepített kilenc másik belga személlyel együtt Vuhanból, pozitívnak bizonyult a koronavírus szempontjából.

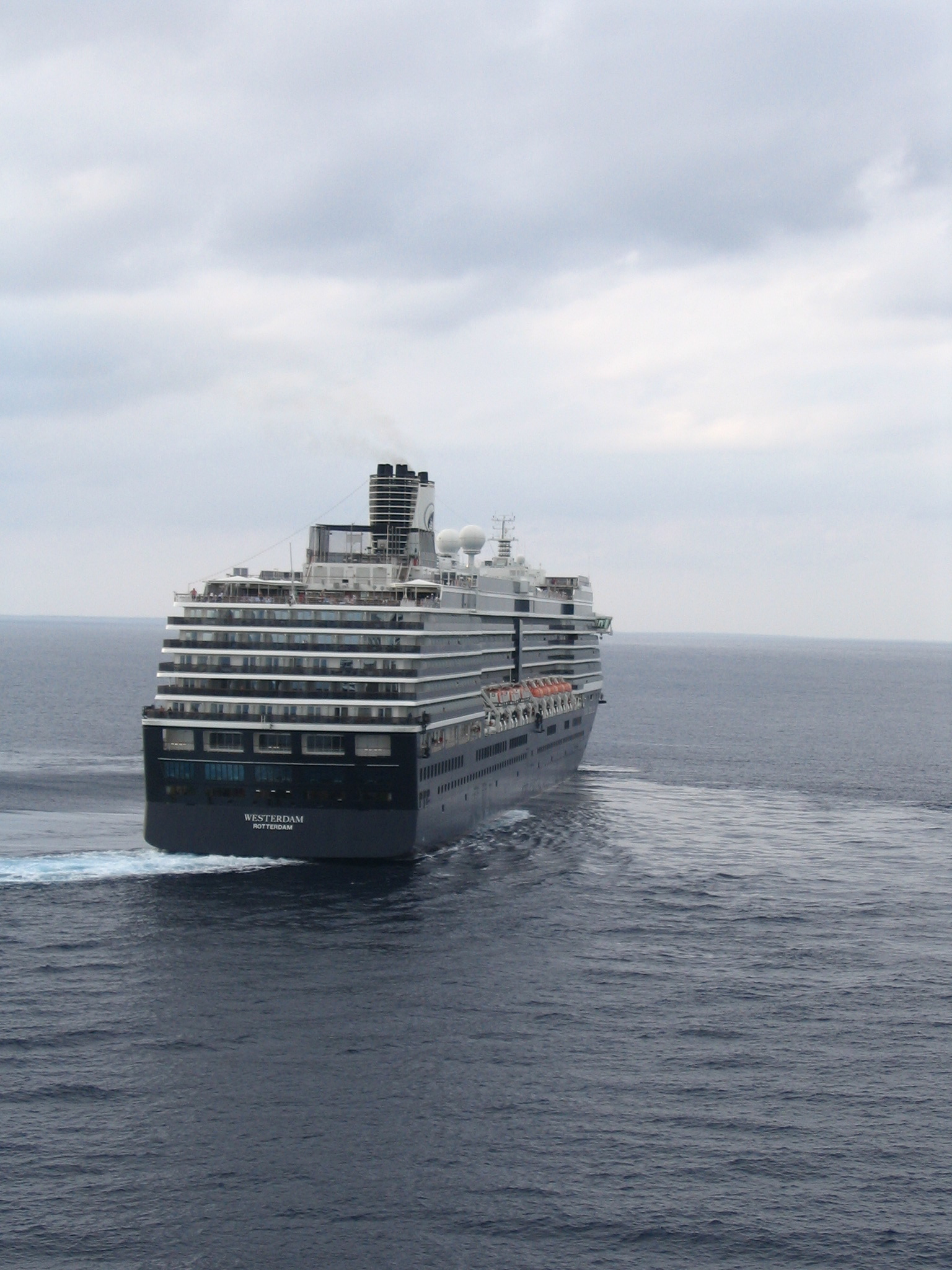
Az MS Westerdam óceánjáró számára tilos volt dokkolni Japánban, Tajvanon, a Fülöp-szigeteken és Guam területén, pedig nem volt a fedélzetén koronavírussal fertőzött utas, csak két hét bolyongás után köthetett ki végül Kambodzsában

Li Ven-liang (kínaiul: 李文亮, hanjü pinjin átírással: Lǐ Wénliàng) kínai orvos, aki 2019. december 30-án értesítette a WeChat.com kínai közösségi hálózat chatcsoportjának orvosait körülbelül hét betegről, akik a vuhani kórházban tartózkodtak és a SARS-CoV koronavírus okozta fertőzés gyanúja lépett fel náluk. Csak arra szerette volna figyelmeztetni az egyetemi osztálytársait, hogy legyenek óvatosak. Később, miután ő maga is megfertőződött, a kialakult tüdőgyulladásban meghalt. A jelentés szerint február 7-én hajnali 2:58-kor halt meg, miután az újraélesztési kísérletek nem voltak sikeresek.
Hszi Csin-ping kínai elnök a fertőzés terjedése elleni küzdelmet gátló illegális tevékenységekkel és bűncselekményekkel szemben szólalt fel, mert az egészségügyi hatóságok intézkedéseivel szembeni ellenállás, a mentőszolgálatok tagjai elleni támadások, a hamis egészségügyi termékek gyártása és árusítása, valamint az álhírterjesztés gátolja a hatóságoknak a járvány elleni küzdelmét.
A kitörés kezdete óta a vuhani orvosok és ápolók harcolnak a kór ellen. Kína egész területétől az egészségügyi intézmények orvosi csapatokat küldtek Vuhanba, hogy segítséget nyújtsanak nekik. A kórházban dolgozó személyzetre nehezedő nyomás óriási.
Február 5-én a magyar Nemzeti Népegészségügyi Központ (NNK), a napi tájékoztatójában azt közölte, hogy „Kínából 24329 megbetegedést jelentettek. 492 halálozás történt”. Jokohama kikötőjénél Japánban február 6-án, a „Diamond Princess” nevű óceánjárón már korábban karanténba zárt 4000, más forrás szerint 3500, illetve egy japán forrás szerint 3700 utas között, újabb tíz koronavírussal fertőzött személyt fedeztek fel, négy japán, egy tajvani, kettő amerikai, kettő kanadai és egy új-zélandi állampolgárt.
2020. február 8-án a hivatalosan bejelentett halottak száma meghaladta a 2002–2003-as SARS-járvány áldozatainak számát, amely világszerte 774 ember halálát okozta. Ugyanakkor a rendelkezésre álló további bizonyítékok és információk jelentős különbségeket mutattak ki a Covid19 kitörése és jellemzői között a SARS-járvány kitöréséhez viszonyítva.
A világ médiája 2020. február 9-ét a "leghalálosabb napnak" jelentette az új típusú koronavírus járvány-incidens kitörése óta, mivel a kínai hatóságok szerint az országban 97 ember halt meg a szervezetében azonosított vírusfertőzés következtében ezen a napon, amely az addigi legnagyobb szám volt. Ennek a napnak a végén 41 ezer fertőzött embert tartottak nyilván és további 187 ezer embert tartottak megfigyelés alatt.
Kínai tudósok dokumentáltak egy szuperterjesztő személyt, egy vírusszórót (angolul: „Super-spreader“) a vuhani kórházban. A beteg legalább tíz másik személyt fertőzött meg. Arról is beszámoltak a híradások, hogy az addigi nyolc fertőzött brit beteg egyike egy szingapúri konferencián találkozott egy Vuhanból származó kínaival – majd később már Európában, egy síelés során tizenegy másik embert fertőzött meg a vírussal, mielőtt a betegek a tünetekkel visszatértek volna az Egyesült Királyságba. Hongkongban január végén egy étkezés során nyolc családtag fertőződött meg a család egyik fertőző tagjától.
Február 10-én az Egyesült Királyság területén a brit egészségügyi minisztérium a koronavírus járványt a közegészségügy "súlyos és közvetlen fenyegetéseként" minősítette. Ezt azután volt kénytelen megtenni, hogy a koronavírussal fertőzött személyek száma megkétszereződött és nyolcra nőtt.
Németországban továbbterjedt a fertőzéses járvány Bajorországban, ahol február 11-én két újabb igazolt fertőzést állapítottak meg, amivel már 16 Covid19-beteget kezelnek a tartományban.
A New Scientist 2020 februári elemzése szerint az általános járványellenes stratégia: a fertőzött emberek azonosítása, karanténba helyezése és kapcsolattartásuk nyomon követése minden feltárt fertőzés esetén.
A Science modellszámítása alapján Kínában az utazási korlátozások előtt a fertőzéseknek mindössze 14%-át jelentették. A korlátozó intézkedések – utazási korlátozások, önkéntes karantén, a kontaktok figyelmeztetésének – bevezetése és a fertőzést igazoló tesztelés mennyiségének és elérhetőségének nagymértékű növelése után, az átviteli transzmissziós ráta először 0,52-re, majd 0,35-re csökkent.
A Nemzetközi Automobil-szövetség (FIA) bejelentette, hogy az április 19-i hétvégén nem rendezik meg a Formula–1-es világbajnokság 4. futamát, a sanghaji Kínai Nagydíjat. Február 15-én Európában koronavírus-fertőzést követően elhunyt egy kínai turista Franciaországban.
A vuhani egészségügyi bizottság február 18-án bejelentette, hogy Liu Csiming, a vuhani Wuchang kórház igazgatója elhunyt a koronavírus okozta megbetegedésben.
Február 22-én Olaszországban a lombardiai Codogno városa olyan volt, mint egy szellemváros. Számos koronavírus-fertőzéses eset miatt az üzletek, éttermek, bárok és még az egyházak is bezártak. A hatóságok betiltották az összes nyilvános rendezvényt, és felkérték a polgárokat, hogy maradjanak otthon és tartózkodjanak a „társadalmi kapcsolatoktól”. Az olasz hatóságok bejelentették, hogy a híres velencei karnevállal kapcsolatos eseményeket leállítják, mivel Európában az országban elsőként a Covid19-betegségben fertőzött személyek hunytak el. Luca Zaia a velencei régió vezetője 23-án bejelentette, hogy "ma este március 1-jéig betiltják a velencei karnevált, valamint minden sporteseményt." Giuseppe Conte miniszterelnök 24-én éjjel rendkívüli, törvényerejű intézkedések alapján, két hétre vesztegzár alá helyeztette a járvány két olaszországi gócpontját. Az elsöprő gyorsasággal terjedő járványkitörés során a megerősített esetek Olaszországban két nap alatt drasztikusan megnövekedtek, ami kiváltotta a szigorú intézkedéseket. Dr. Hans Kluge, a WHO európai regionális igazgatója szerint alapvető fontosságú, hogy méltósággal és együttérzéssel kezeljék a betegeket, a WHO szervezetei intézkedéseket hoznak a továbbterjedés megakadályozására és az egészségügyi dolgozók védelmére.
Február 25-én Ausztriában két olasz férfinél lett pozitív a koronavírus-teszt. Szintén február 25-én Horvátországban is pozitív lett a teszt egy horvát férfinél aki február 19-e és 25-e között az olaszországi Milánóban tartózkodott.

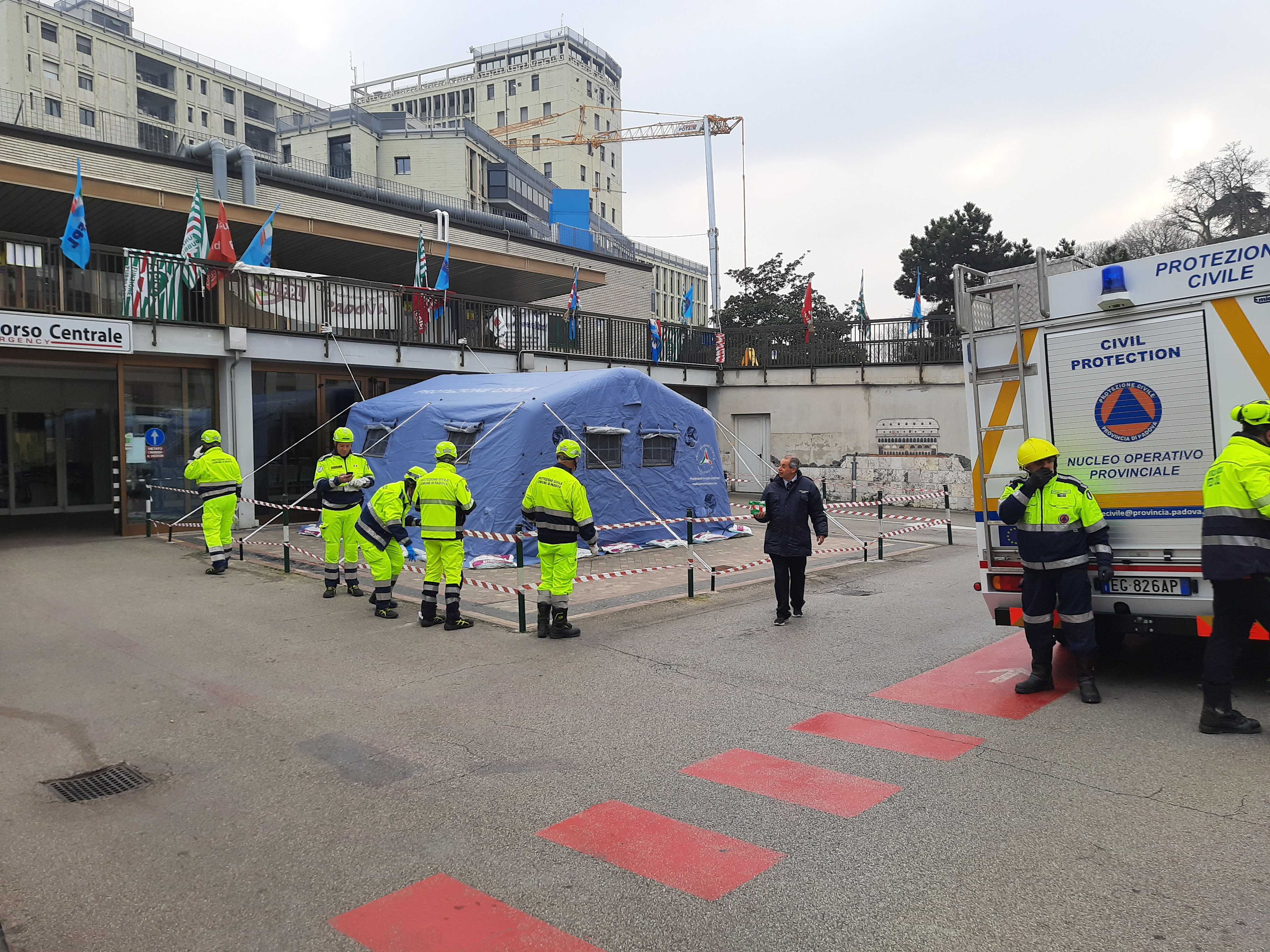
Olasz polgári védelmi önkéntesek sürgősségi ellátásra sátrakat építenek a Padovai Kórházban, 2020. február 24-én

Február 26-án Görögországban és Brazíliában is megjelent a koronavírus, egy fertőzött brazil turista és egy görög nő is Észak-Olaszországban járt előtte. Még 26-án este a magyar kormány azt a döntést hozta, hogy ha valakinek 38 fokos láza van és 14 napig hasonló tünetekkel küzd, mint a fertőzött személyek azt az illetőt koronavírus gyanúval kórházba fogják szállítani.
Február 27-én a vírus megjelent Romániában is. Egy megfertőződött román férfi közvetlen kapcsolatban volt egy olyan olasz állampolgárral, aki a hónap elején utazott Romániába. Szintén ezen a napon megjelent a betegség Dániában és Észtországban Japánban egy meggyógyult nőnél újra diagnosztizálták a koronavírust, ez volt az első esett amikor egy ember kétszer kapta el a Covid19-et.
Miután Németországban felgyorsult a koronavírus-fertőzés terjedése és a járványügyi helyzet két nap alatt jelentősen súlyosbodott, a szövetségi kormány válságstábot alakított február 27-én.

### 2020. március
Jens Spahn német szövetségi egészségügyi miniszter bejelentette, hogy a németországi határokon átnyúló forgalomra vonatkozó intézkedéseket minden forgalmi úton fokozni kell, és elfogadásra kerülnek a súlyos események kockázatértékelésének alapelvei.
Március elsején tartott tájékoztatóján Kásler Miklós elmondta, hogy Magyarországon csekély a vírus elkerülésének a lehetősége. Szájmaszk viselése akkor kötelező, ha határozott az új koronavírus gyanúja. Kijelentette, hogy egyes magyar médiumokban az a pánikkeltésre alkalmas hazugság jelent meg, hogy nem tájékoztatták kellőképpen a háziorvosokat.
Miután az iráni parlamenti képviselők között 23 koronavírussal fertőzöttet találtak, eközben az országban 77 haláleset volt, Irán legfelsőbb vallási és politikai vezetője Ali Hamenei ajatolláh bejelentette, hogy Irán hadban áll a koronavírussal szemben, és felszólította a hadsereget, hogy segítse az egészségügyi hatóságokat a megelőzésben és a fertőzöttek ellátásában. Egy magyar állami orvos-egészségügyi felsőoktatási intézmény egyik diákja esetében koronavírus-fertőzöttséget állapítottak meg. A negyedéves gyógyszerész hallgató iráni diák nem tartotta be a budapesti Semmelweis Egyetem által kért önkéntes otthoni karantént.
Kínában légzéselégtelenség miatt megfulladt egy korábban gyógyultnak nyilvánított koronavírussal fertőzött beteg, akit enyhébb tünetek miatt kezeltek.
Kína március 12-én jelentette be, hogy „túl vannak a nehezén”, miután március elején elkezdtek stagnálni a megbetegedések. 
Iránban a járvány negatív hatásaként 36-an meghaltak metil-alkohol mérgezésben.
Március 18-án bejelentették, hogy a járvány miatt lefújják a május 12. és 16. közé tervezett Eurovíziós Dalfesztivált Rotterdamban. Ezen a napon rekord nagyságú szám jelent meg az Olaszországi jelentésben, mert egy nap alatt 475 beteg halt meg. Szintén ezen a napon jelentette be az NNK képviselője, Müller Cecília országos tisztifőorvos, hogy csoportos megbetegedések időszakába érkezett a járvány és az adatok szerint az egész ország területén megjelent a koronavírus, ami halállal is végződő megbetegedést okozhat. Így a fő cél az országban is a pandémia lelassítása.
Március 24-én megszületett a döntés, hogy a 2020-as nyári olimpiai játékokat egy évvel elhalasztják, így az 2021-ben kerülhet megrendezésre. Ez volt az első alkalom a modernkori olimpiák történetében, hogy békeidőben lefújjanak egy olimpiát. Egy héttel korábban, március 17-én az UEFA a 2020-as labdarúgó-Európa-bajnokságot halasztotta el egy évvel a járvány miatt. Ezen felül márciusra számos 2020-ban bemutatni tervezett mozifilm premierjét halasztották el határozott vagy határozatlan időtartammal, többek között a Fekete Özvegy, a Wonder Woman 1984, a Hang nélkül 2. vagy a Halálos iramban 9. bemutatója is későbbi időpontra került át az eredetileg tervezettnél. A Budapesten megrendezendő 2020-as úszó-Európa-bajnokság szintén későbbi időpontra lett elhalasztva.

### 2020. április
A világjárvány már szinte mindegyik országba eljutott. Kína után először Olaszországban kezdett rohamosan terjedni és néhány hét alatt úgy az érintett személyek száma, mint az elhalálozások számértéke már meghaladta a kínai adatokat. Főleg Lombardia tartomány és környéke tekinthető a járvány epicentrumának. Iránban, amelyik időrendben a harmadik állam, ahol a tömegesen kezdett terjedni a vírus, április elejétől határozott csökkenő tendenciát mutat az új esetek száma.
Az AEÁ-ban New York és környéke a számértékek szerinti legfertőzöttebb térség. A nagy nyugat-európai államokban, ugyanúgy mint az AEÁ-ban, illetve Iránban és Törökországban napi több ezer új esetet regisztrálnak. A rendkívüli intézkedések viszonylag gyors bevezetésének köszönhetően az egészségügyi ellátórendszer a legtöbb helyen tartja a lépést a járvány terjedésével. A legnehezebb állapot továbbra is Olaszországban volt, ahol több kórház túlterhelődött, és más államok próbáltak meg egyénileg különféle mértékű segítséget nyújtani.

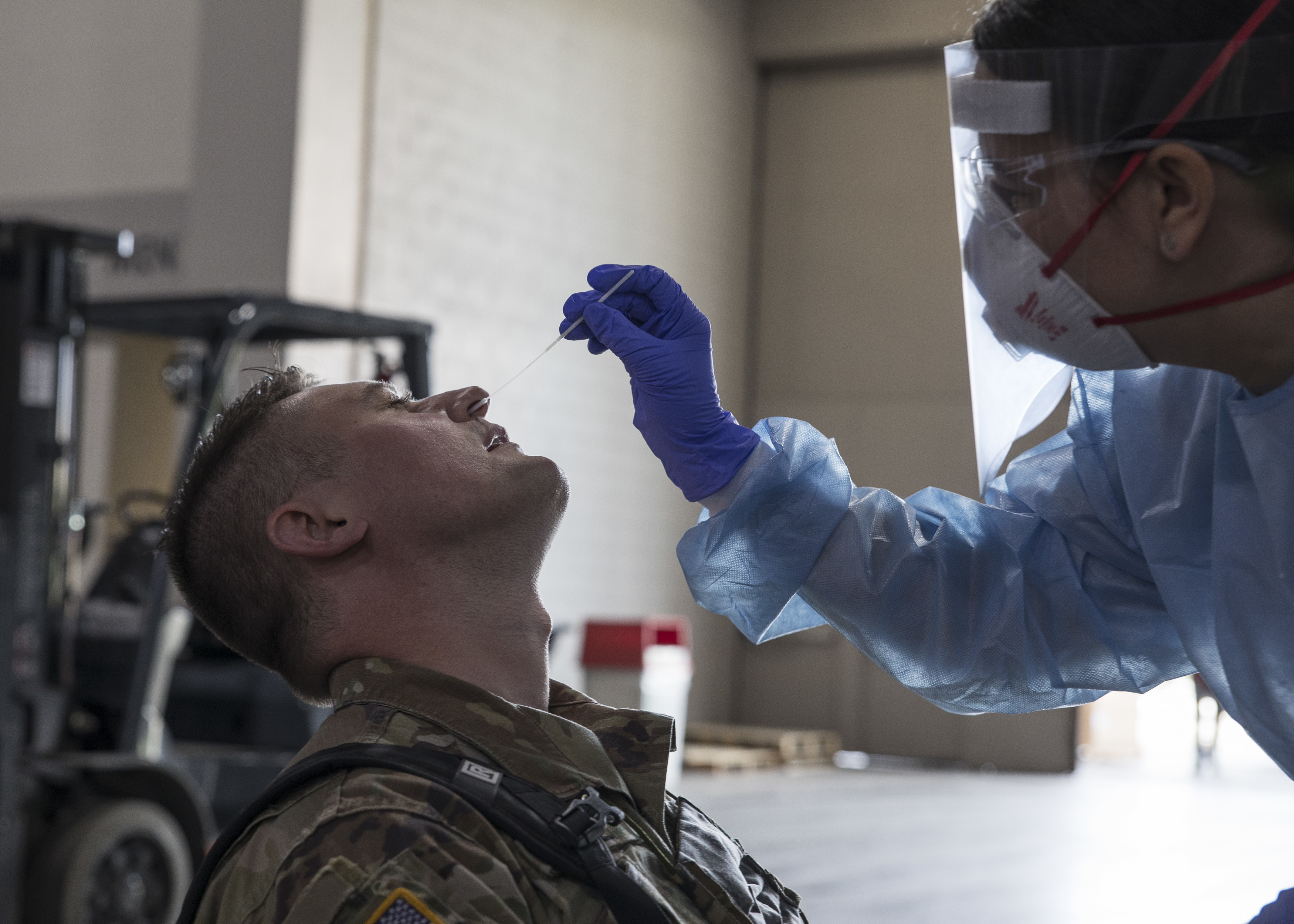
Orvostechnikus COVID-19 tesztet végez a Nemzeti Gárda egyik tagjánál, 2020. május 14., Salt Lake City

Az egészségügyi védőfelszerelések beszerzése, illetve előállítása lett a prioritás világszerte. Ugyanakkor egyre több kezelési és megelőzési útmutató lát napvilágot. Több ország általánosan szorgalmazza vagy épp előírja az egészségügyi maszkok viselését is közterületen. A WHO azonban nem ajánlja azzal az indokkal, hogy a nem megfelelő használata hamis védelmet sugall.
A világ számos országában szünetel az oktatás. Legelőször a csoportos rendezvények megtartását tiltották be. Fokozatosan, országonként eltérő szabályozással vezették be a rendkívüli állapotot, melynek értelmében utcára lépni is csak indokolt esetben lehetséges, tetemes büntetések terhe alatt. Határátlépési és utazási korlátozások vannak érvényben, aminek következtében számos gazdasági ágazat takaréklángon működik vagy épp szünetelteti tevékenységét (légiközlekedés, turizmus, autógyártás stb.). A "Maradj otthon" mottó alatt az utcák kiüresedtek szerte a világon, ellenben egyre több szakvélemény lát napvilágot arról, hogy a szigorú intézkedések súlyosabb kárt okozhatnak a lakosságnak, mint ha egyáltalán nem vezették volna be. Jónéhány elismert tudós pedig amellett foglal állást, hogy eltúlzott az a figyelem, ami a koronavírust követi.
Sokan a svéd modellt emlegetik, ahol csak korlátozott mértékű szigorításokat léptettek érvénybe, de nem zárták be sem az iskolákat, sem kijárási tilalmat nem vezettek be. Az idősebbekre viszont fokozott figyelmet fordítanak, s a lakosság fegyelmezettsége okán az állam így is kevésbé érintett a járványban, mint a dél- és nyugat-európai országok. A szomszédos Dániában és Norvégiában, ahol szigorúbb lakossági korlátozások vannak érvényben, a svéd adatokhoz hasonló járványérintettséggel találkozhatunk, bár e két országban lecsengőben vannak az értékek.
Ugyancsak mintaként tekintenek számos Távol-keleti ország (Japán, Dél-Korea, Tajvan, Szingapúr illetve Thaiföld) példájára, ahol idejekorán sikerült megfékezniük a járványt, és nem is fejlődött ki, pedig Kína után a leghamarabb voltak érintettek.
Április közepére a számértékek szerint a nyugat-európai országok elérték a járvány tetőpontját, és fokozatosan kezdenek csökkenni az új esetek számai. Közép- illetve Kelet-Európában, ahol két-három héttel későbben kezdődött a járvány kialakulása, májusra valószínűsítik a tetőzést. Azonban Kelet-Közép-Európa államaiban jóval alacsonyabbak a lakosságszámhoz viszonyított esetszámok és elhalálozási mutatók. Számos kutató úgy gondolja, hogy az idejében életbe ültetett szigorú járványügyi intézkedések eredménye, tartva attól, hogy a gyengébben felszerelt egészségügyi intézmények nem bírják el a túl nagy terhelést. Más szakvélemények szerint a tbc-védőoltásoknak évtizedekkel ezelőttől való kötelező jellege is nagy mértékben hozzájárult a fertőzés korlátozottabb elterjedésének. Hozzá kell azonban tenni, hogy a tesztelések aránya is jóval kisebb, másrészt pedig a lakosság átlagéletkora is számottevően alacsonyabb, mint a nyugat-európai országokban.
Dél-Amerikában mindenhol felszálló ágban van a járvány terjedése, bár a napi új esetek száma mindenhol néhány száz körül mozog. A legnagyobb kiterjedésű és legnépesebb államban, Brazíliában, a hónap végére napi 4000 esetszám körül látszik tetőződni a koronavírus járvány.
Április folyamán az afrikai országokban is mindenhol megjelent a vírus, bár a világszervezetnek küldött adatok viszonylag alacsonyak. Ausztráliában, ahol március végén tetőződött a járvány 497 esetszámmal, a hónap közepére szinte egészen lecsengett, s azóta napi néhány tíz új esetet és összesen 89 halálesetet regisztráltak április végéig. Hasonló a járványgörbe alakulás Új-Zélandon is, csak negyed akkora értékekkel. Számos Csendes-óceáni szigetről egyáltalán nem jelentettek koronavírus fertőzést (pl a Mikronéziai Szövetségi Államokban).
Világviszonylati összegzésben is csökkenő tendenciát mutat a járvány terjedése április második felére. Ennek következtében a kormányok egyre hangsúlyosabban kezdtek dolgozni a gazdaság újraindításának tervein és átlagban május közepétől számítják feloldani a kijárási korlátozásokat. Mindeközben továbbra is fokozott erőfeszítéssel szerelik fel az egészségügyi intézményeket járványügyi megelőző eszközökkel. A lakosság védőeszközökkel való ellátására világszerte számos vállalkozás állította át termelői tevékenységét egészségügyi maszkok, fertőtlenítő szerek és védő öltözékek gyártására.

### 2020. május
A pandémia a visszahúzódás szakaszába ért a világ legtöbb országában. Az országok vezetői és külügyi képviselői folyamatos egyeztetéseket folytatnak a korlátozások fokozatos feloldásáról illetve a gazdaság újraélénkítéséről. A határátkelőknél lépcsőzetesen kezdik bővíteni az átkelés jogkörét, és egymás után nyitnak meg újabb és újabb kishatárátkelőket. Gyakori előírás a maszkok viselésének kötelezővé tétele nyilvános, zárt helyeken. Nagyobb létszámú csoportosulások illetve rendezvények megtartása továbbra is tiltott világszerte.

### 2020. június–augusztus
A koronavírus-láz munkanélküliséget és gazdasági válságot hozott világszerte. Tüntetési hullámok indultak el a nagyvárosokban Európában és az Egyesült Államokban, melyek összekapcsolódtak egy-egy ideológiáért illetve esélyegyenlőségért folytatott törekvésekkel. 
A szigorú korlátozások és kijárási tilalom enyhítése azonban vártnál borúsabb eredményeket hozott. Több európai országban (többek közt Franciaország, Spanyolország, Románia, Görögország területén), a Távol-Keleten és Ausztráliában az első hullám egy újabb, erőteljesebb szakaszba lépett augusztusra, melynek esetszámai jóval meghaladták a tavaszi időszakban mért értékeket. A fertőzés újbóli terjedésére ismét határátlépési korlátozásokat vezettek be, és rendre új osztályozási sorrendbe csoportosítják az országokat. A legtöbb határátkelőn csak hivatalos negatív vírusteszt eredménnyel lehet átlépni, melynek költsége több száz euró nagyságrendű, országonként eltérő értékben.
Több dél-amerikai, közép-ázsiai illetve közel-keleti országban egyáltalán nem sikerült visszaszorítani a vírusfertőzést, mi több folyamatos növekedést mutatnak a grafikonok. A közelgő iskolakezdéshez eddig rendkívül szigorú előírásokat tartalmazó forgatókönyveket dolgoztak ki, melyek korlátozni fogják a gyerekek mozgásterét és szociális viselkedését.
Az Európai Unióban a karanténintézkedések megfelelőek voltak arra nézve, hogy az egészségügyi rendszer időt nyerjen és felkészülhessen az új betegség kezelésére.

### 2020. ősz-tél
Második hullám

### 2021. tavasz
Harmadik hullám
2021. ősz-tél
Negyedik hullám
2022. tél-tavasz
Ötödik hullám
2022. nyár
Hatodik hullám
2022. ősz
Hetedik hullám

## Hatások

### Gazdasági

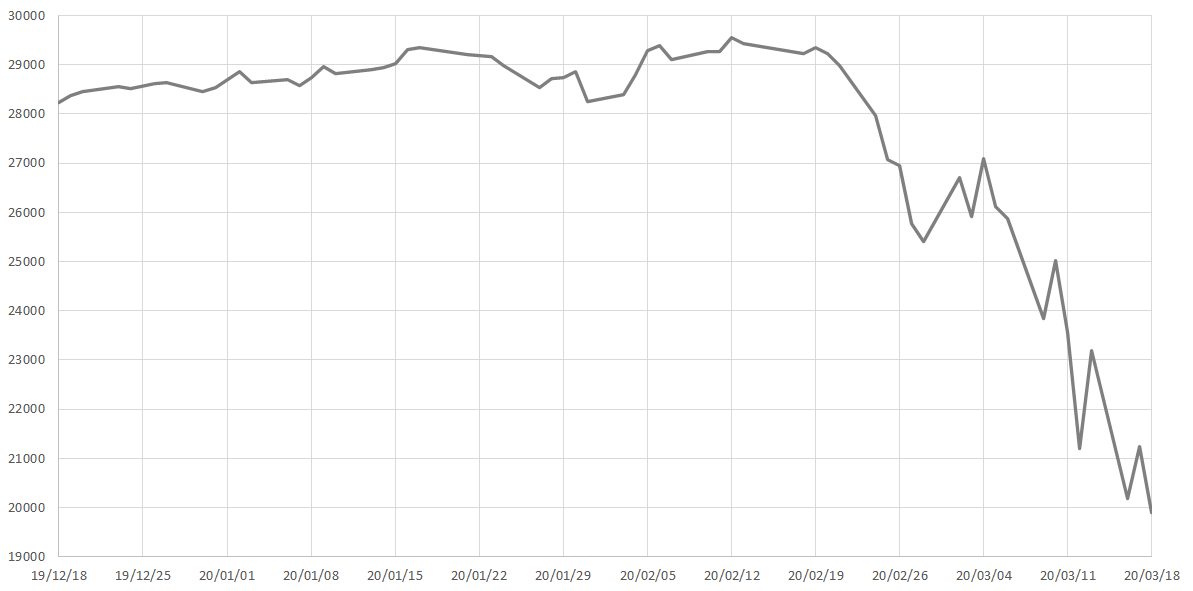
A Dow Jones értéke 2019. december és 2020. március között, amely minden idők legmagasabb értékét mutatja februárban, valamint a Covid19-világjárvány idején februárban és márciusban bekövetkezett összeomlás

A 2002/2003-as SARS betegséget okozó járványhoz hasonlóan, röviddel az első nyilvánosságra került ellenőrzött esetek ismertetése után a gazdasági hatások is megjelentek. Néhány napon belül, 2020. január 17–23. között, a három nagy kínai légitársaság részvényei, az értékük körülbelül 10 százalékát veszítették el. A kínai részvényindexek január 23-án 3,5 százalékkal estek. A CNBC News portál szerint a 2020. január 22-i adatok alapján a globális utazási ipar részvényeit is közvetlenül érintette. 2020. január 24-én a Shanghai Disney bejelentette, hogy ideiglenesen bezárja kapuit a vírus kitörése miatt. A McDonald’s China ugyanazon a napon ideiglenesen bezárt minden éttermet Vuhan, Ezhou, Huanggang, Qianjiang és Xiantao városokban. A kínai hatóságok lezárták a főbb turisztikai látványosságok helyszíneit, például a Nagy Fal egyes részeit és más ismert látnivalókat Peking és Sanghaj nagyvárosaiban.
Stephen Roach a Morgan Stanley Asia elnöke február 2-án azt nyilatkozta: annak ellenére, hogy a kínai hivatalos tisztviselők agresszívebben lépnek fel a koronavírus elleni küzdelemben, mint a SARS kitörése idején, fennállhatnak problémák. Szerinte a gyenge nyitott gazdaságok esetében, amelyeknek nincs védelme, hogy ellenálljanak egy nagy sokknak, a járvány okozta hatások váratlan recesszióhoz vezethetnek.
A kőolaj-exportáló országok szervezete és a szövetségesi, köztük Oroszország februárban megvitatták, hogyan lehetne reagálni Kína nyersolaj igényének csökkenésére, mivel az a koronavírus-válsággal foglalkozik.
A kínai gazdaság növekedése a portfolio.hu szerint erősen lassulni fog. A Capital Economics az addigi 5,5%-ról 3%-ra vágta a 2020. első negyedévi éves kínai GDP-növekedési előrejelzését a koronavírus negatív hatásai miatt, az Oxford Ecomics pedig újabb prognózis rontást hajtott végre, és így 6% helyett „csak” 5,4%-os éves átlagos növekedési ütemre számít Kínában. A kínai bankok ultraibolya sugárzással vagy magas hőmérsékleten fertőtlenítik a bankjegyeket és az aprópénzt, később az adott régióban a járványhelyzet súlyosságától függően 7–14 napig tárolják, mielőtt újra forgalomba hozzák a készpénzt.
Február 24. és 26. között a koronavírus terjedésével leginkább sújtott európai ország, Olaszország részvénypiaca esett vissza legjobban, de nagyot esett a vezető görög részvényindex is.
Az MTI összefoglalója és az index.hu hírportál szerint úgy tűnik, hogy a SARS-CoV-2 koronavírus terjedése a vártnál nagyobb negatív globális keresleti sokkot okoz, amit a londoni pénzügyi elemzők véleménye is alátámaszt. A pandémia által gerjesztett folyamatok éles piaci korrekciókhoz vezetnek, és sokan attól tartanak, hogy globális recesszió alakulhat ki.
A Bank of America adatai szerint 136,9 milliárd dollár készpénzt halmoztak fel március 19-ig a tőzsdei kereskedők, a folyamat vége messze került a pandémia kiterjedése miatt. Az Egyesült Államokba egyetlen hét alatt 87,6 milliárd dollár áramlott be. Fontossá vált, hogy miben van az a készpénz.
Elemzők szerint biztosan globális recesszióra kell felkészülni, ennek mértékét most 1,1%-ra teszik 2020-ban. Az eurozóna az első negyedévben 15%-os visszaesést produkált.

### Környezeti

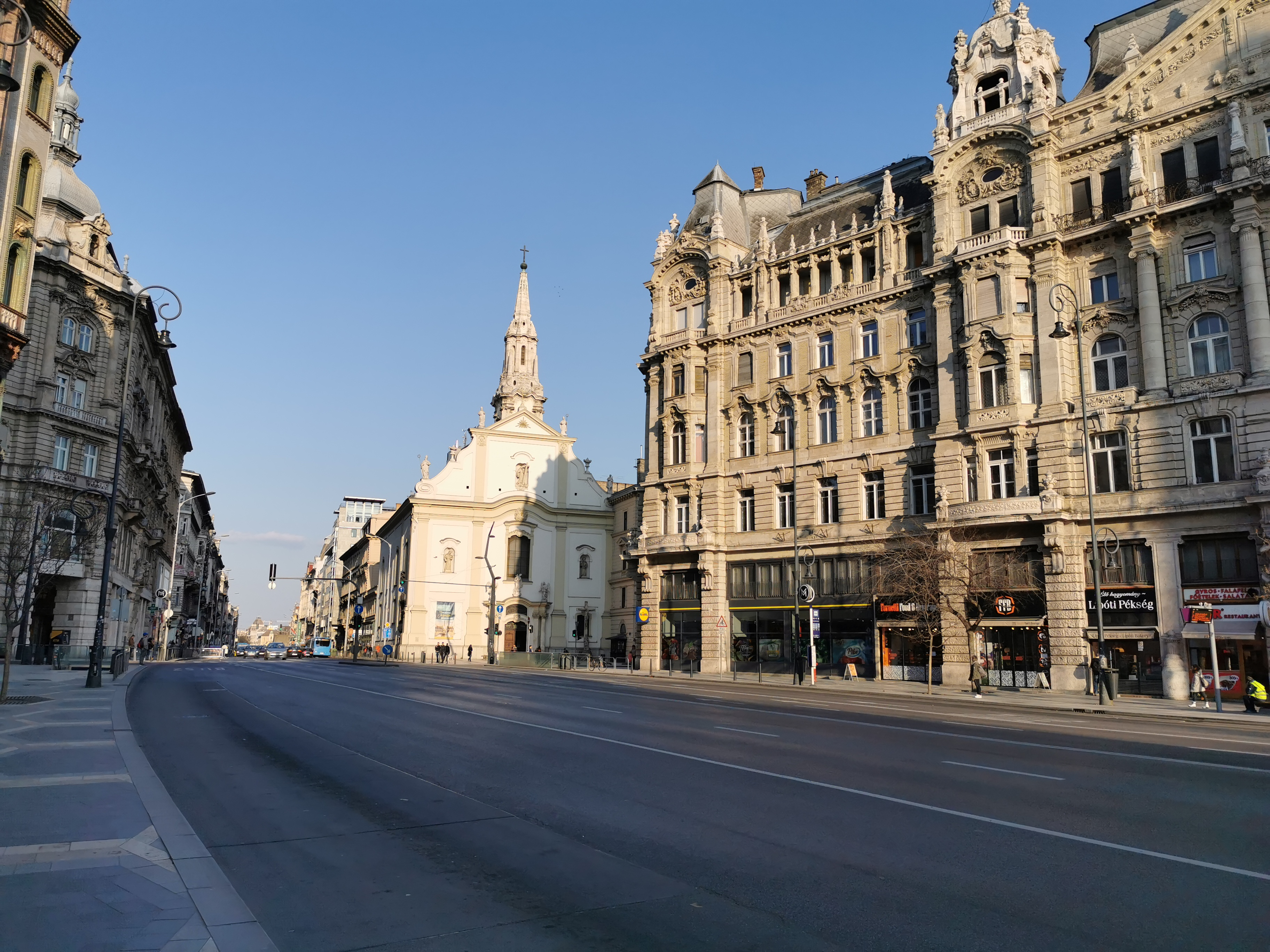
A budapesti Ferenciek tere csúcsforgalom idején

A pandémia egyik látványos pozitív hatása a környezeti szennyezés jelentős mérséklődése.
Mivel számottevően csökkent a közúti forgalom, a városok légszennyezettsége évtizedekkel korábban mért szinteket ért el ismét. A légi forgalom világszinten való drasztikus csökkenésének köszönhetően a légkörben jól kimutathatóan visszaesett több káros légköri elem koncentrációja. Nagyobb ipari övezetek környékén, ahol egész nagyüzemek működését hozták le minimális szintre (Wuhan, Lombardia) műholdas felvételekről kimutatható a légköri szennyezettség jelentős csökkenése. Egy sokatmondó jelenség, amint Új-Delhiből ismét szabad szemmel látható a 230 km-re lévő Himalája körvonala, amire a második világháború óta nem volt példa.
Ugyanígy a folyóvizek károsanyag tartalmának is jelentős mérséklődése figyelhető meg. A turizmus drasztikus visszaesése következtében pedig számos túlterhelt környezet élővilága újból teret nyert, és egész ökoszisztémák indultak el újra a megerősödés útján.

## Álhírek és téveszmék
A szórakoztató internetes források között és a bulvársajtóban számos olyan ragályos álhír terjeng, amely a megbetegedéseket illetve a cseppfertőzéssel emberről emberre terjedő, a SARS-CoV-2 vírus által fertőző Covid19 nevű világjárvány eredetét, a hivatalos és tudományos állásponttól eltérő tényezőkkel hozza összefüggésbe. Ezeknek a híreknek azonban kétséges a valóságalapja, és általában semmilyen tényszerű bizonyítékot sem találni rájuk.
Egyik leginkább elterjedt laikus összeesküvés-elmélet szerint a vírus egy vuhani orvosi laboratóriumból szabadult ki, ahol emberek kísérletezték ki biológiai fegyver gyanánt. A tudósok viszont azzal cáfolják ezt az állítást, hogy a világon csak nagyon kevés laboratórium képes a vírusok genetikai összetételét tanulmányozni, és azok is rendkívüli ellenőrzés alatt vannak.
Egy másik hasonló elmélet szerint az Amerikai Egyesült Államok hadserege csempészte be a vírust Kínába egy fedőakció révén, hogy gyengítse a nagy kereskedelmi rivális gazdasági erejét. Ennek az érvelésnek viszont ellentmond az a tény, hogy nagyszámú amerikai érdekeltségű vállalat működik Kínában, és nagyon szorosak a gazdasági összefonódások a két ország között.
Egy ettől eltérő elmélet szerint a megbetegedések az 5G mobiltelefonhálózat kiépítésének egyenes ágú következményei. A szerzők szerint a légtérben előforduló jelentős elektromágneses sugárzások, illetve azok fokozása jelentősen befolyásolják az emberek egészségét. Ennek az elméletnek azonban ellentmond az a tény, hogy a világon telepített 5G hálózat jelenléte és e járványügyi megbetegedések nagysága, illetve terjedése közt nincs kimutatott korreláció.
Szintén népszerű összeesküvés-elmélet, hogy pontosan 100 évente a Földön kitör egy világjárvány, és ebbe a sorba éppen illeszkedik a Covid-19. A felvetést több ízben is cáfolták többek között azzal, hogy az elmúlt évszázadok világjárványai nem feltétlenül a 20-as évek környékén ütötték fel a fejüket.
Számos álhír látott ugyanakkor napvilágot a megbetegedések otthoni gyógyításával kapcsolatosan, illetve nagyszámú olyan fotó terjeng, amelynek készítési ideje és helyszíne jelentősen eltér a hozzá rendelt koronavírusos megbetegedésekről szóló információktól. Az otthoni gyógymódok közül az egyik legnépszerűbb javaslat a meleg és sós vizes gargarizálás ajánlása.